# Cinque Terre
A Cinque Terre (jelentése öt föld, ligur nyelven: Çinque Tære vagy Sinque Tère) a Ligur-tenger partjának egyik zord és nehezen megközelíthető része La Spezia városától északnyugatra, Porto Venere és Levanto települések között. Nevét a területén osztozó következő öt településről kapta: Riomaggiore, Manarola, Vernazza, Corniglia és Monterosso al Mare.
A partvidék része Levanto és La Spezia egyes részeit is magába foglaló Cinque Terre Nemzeti Parknak. Ez Olaszország legkisebb nemzeti parkja.
A vidék az ókor óta lakott, de gazdasága a 13. században indult fejlődésnek, amikor a Genovai Köztársaság része lett: ekkor létesítették a hatalmas olajfákkal és szőlővel beültetett teraszokat. A Genovával fenntartott szoros kereskedelmi kapcsolatnak köszönhetően lendületet kapott a mezőgazdaság, különösen a borászat, amely megalapozta a vidék hírnevét is. A 20. század végén a modern infrastruktúra kiépítése, a vidék turisztikai fejlesztése hozott újabb fellendülést. Ezt elősegítette, hogy a Cinque Terrét az UNESCO felvette a világörökség listájára. Mára évente közel 2,4 millióan látogatják.

## Földrajzi helyzete

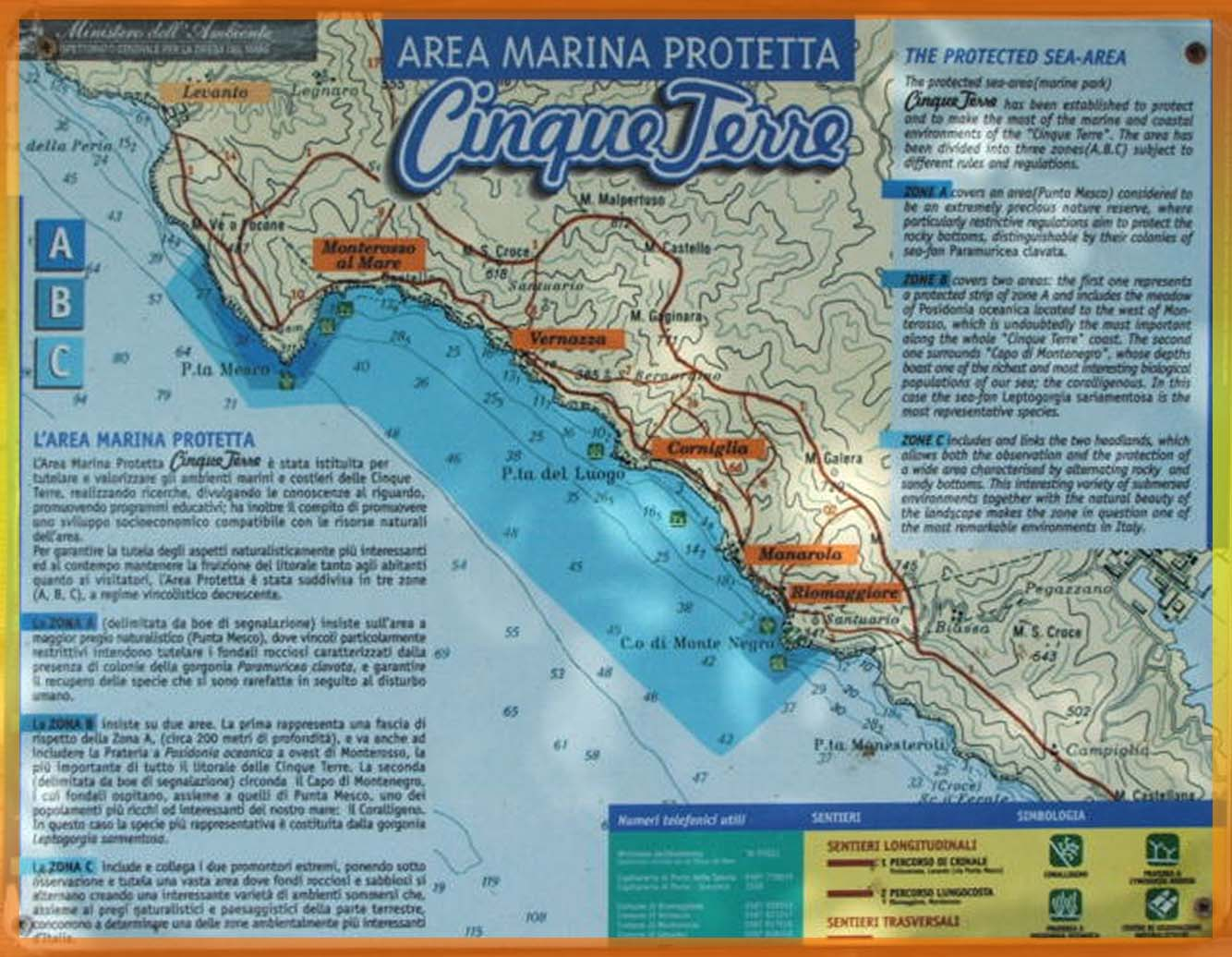
A Cinque Terre térképe

A Cinque Terre elnevezést először Jacopo Bracelli, a Genovai Köztársaság kancellárja használta 1448-ban, hogy megkülönböztesse a kiváló minőségű borokat termelő vidéket a Ligur-tenger partjának többi részétől. Az ő családja La Speziából származott, így jól ismerte a vidéket. 1557-ben Agostino Giustiniani Annali című művében a Cinque Terrét a Levanto és Porto Venere között húzódó, tizenöt tengeri mérföld hosszúságú partszakaszként határozta meg. Más szerzők a partvidéket leszűkítették Monterosso al Mare, Vernazza és Riomaggiore falvak területére, de hozzávették még az Albareto-völgyet (a Vara völgyének egyik nyúlványa), amely földrajzi szempontból inkább a Cinque Terre és La Spezia közötti vízválasztó hegységhez tartozik.
A keskeny Cinque Terre a Mesco-fok (Punta Mesco) és a Merlino-fok (Punta Merlino) között húzódik. Az előbbitől nyugatra a levantói riviéra következik, az utóbbitól keletre pedig a Porto Venere partvidéke. A Cinque Terre Nemzeti Park túlnyúlik a történelmi Cinque Terre vidékén, magába foglalva a Mesco-fok vidékét Monterosso al Mare és Levanto között, délkeleten pedig Campiglia Tramonti (La Spezia egyik frazionéja) partvidékét a Persico-fokig. A part legnagyobb része meredeken lejt a tengerbe. A fürdésre is alkalmas hely kevés, és Levanto és Monterosso homokos partja kivételével az is apró kavicsos. A tengerpart északnyugatról délkelet felé haladva egyre meredekebb, a Persico-fok és Porto Venere között szinte függőleges. A lejtőszög mindenekelőtt a hegyek és a tengerpart távolságától függ – ez 600 m és 2,5 km között változik.
A tengerpartot tagoló fokok és öblök északnyugatról délkelet felé: Mesco-fok, Corone-fok (Monterosso al Mare területén), Molinara-fok, Lina-fok, Palma-fok, Punta del Luogo (Vernazza területén), Ruonfiglio-fok (Manarola területén), Guardiola-fok, Punta del Cavo, Castagna-fok, Pineda-fok és Merlino-fok (Riomaggiore területén). Fürdésre alkalmasak Monterosso tengerpartja, a Corniglia melletti Guvano-part és Riomaggiore mellett a Fossota-part.

## Domborzata

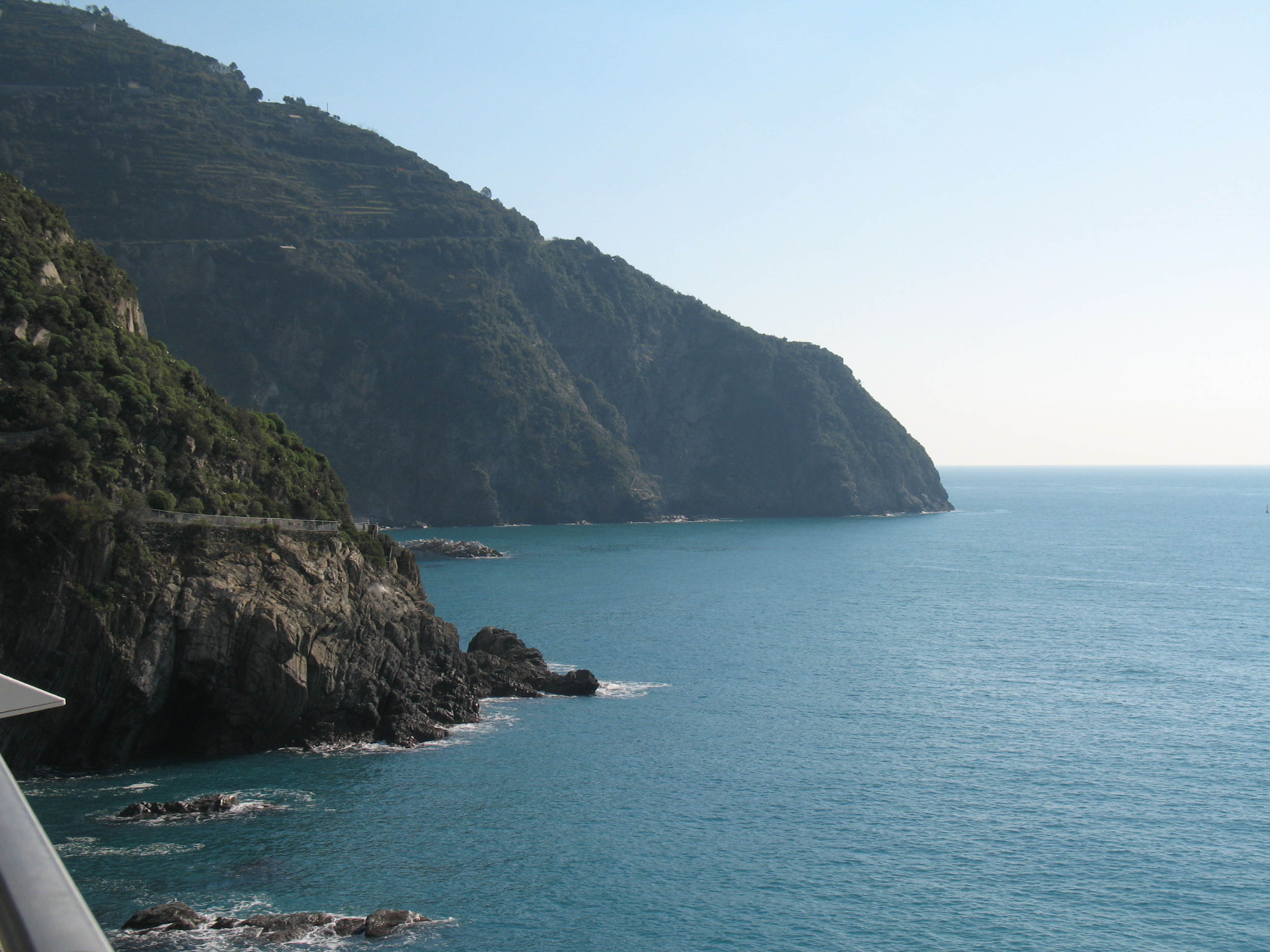
Tipikus meredek tengerpart

A Cinque Terre meredeken lejt a tenger felé. A Vara folyó völgyétől és a La Spezia-öböltől egy sor magas hegycsúcs választja el. Ezek északnyugat, Genova felé folytatódnak, és ott találkoznak az Appenninek fő vonulatával. A hegyvonulat keletnek, a Mesco-foknál két ágra válik: az egyik északkelet La Spezia irányába tart, a másik délnek, Porto Venere felé. A vízválasztó csúcsai a Mesco-foktól a Merlino-fokig: Montenegro (443 m), Monte Soviore (619 m), Monte Malpertuso (665 m), Monte Castello (712 m), Monte Caginara (712 m), Monte Marverde (694 m), Monte Le Croci (746 m), Monte Grosso (655 m), Monte Verrugoli (639 m), Bivio Bramapane (627 m), Monte dei Fraschi (513 m) és Monte della Madonna (524 m). A vonulat délkeleti folytatása a Monte Castellana (507 m), amelynek déli lejtőire Porto Venere épületei kapaszkodnak fel. A tengerparti területeket a hegyeken át hágók kötik össze a Vara völgyével és a La Spezia-öböllel. A legjelentősebb hágók:
- Termo-hágó: 538 m magasan, Monterossónál
- Foce de Montale: 469 m magasan, Levantónál
- Telegrafo-hágó: 516 m magasan Riomaggiore és a La Spezia-öböl között.

Az egyetlen síkvidék a közelben Levanto mellett található; mindössze 700 méter széles és nem egészen 2 kilométer hosszú.

## Földtani felépítése
A Cinque Terrén öt lemeztektonikai egységet különítenek el. Ezek két különböző földtani „világban”: az Adriai-lemezen (mikrokontinensen) és a Liguri-piemonti óceáni lemezen képződtek. Előbbit Levanto és Porto Venere között a Toszkán és Szubliguri geológiai övezetek képviselik, utóbbit a közönséges nevén Belső-Liguridáknak ismert tartomány. Az erőteljes tektonikai mozgások a Tethys-óceán bezáródásának eredményei voltak; hatásukra a felszínen a tengerben lerakódott üledékes, továbbá magmás és metamorf kőzetek is előfordulnak.
Egykoron a Liguri-piemonti óceán választotta el egymástól az Euro-ibériai és az Apulo-afrikai kontinenseket. A Cinque Terre szerkezetföldtani felépítése komplex: egyes tektonikai egységek előbb az alpi hegységképződésben, majd az Appenninek kiemelkedésében is részt vettek. Emiatt az egységek elhelyezkedése különböző, a felső krétától a negyedidőszakig tartott lemeztektonikai események következménye. A változatos szerkezeti elemek között jelentősek a vetők, takarók, redők stb. A jelenlegi domborzat a tektonikai mozgások és az erózió hatására alakult ki.
| Geológiai tartomány               | Tektonikai egység    | Litotípus                                  | Kor, Korszak                 | Időintervallum (millió év) |
| --------------------------------- | -------------------- | ------------------------------------------ | ---------------------------- | -------------------------- |
| Adriai-lemez                      |                      |                                            |                              |                            |
| Toszkán                           | Falda Toscana        | Riomaggiorei réteges homokkövek            | felső oligocén – alsó miocén | 25                         |
| Toszkán                           | Falda Toscana        | Scaglia di Toscana                         | alsó kréta – oligocén        | 100–25                     |
| Toszkán                           | Falda Toscana        | Majolika és jáspis formáció                | malm – alsó kréta            | 160–130                    |
| Toszkán                           | Falda Toscana        | Tűzköves mészkövek és poszidoniás márgák   | alsó-liász – dogger          | 180–160                    |
| Toszkán                           | Falda Toscana        | Vörös, ammoniteszes angulatuszos mészkövek | alsó-liász – középső-liász   | 190–175                    |
| Toszkán                           | Falda Toscana        | Tömött szürke mészkő                       | alsó-liász                   | 190                        |
| Toszkán                           | Falda Toscana        | Rhaetaviculás mészkövek és márgák          | rhaeti                       | >190                       |
| Szubliguri                        | Canetolo             | A Groppo del Vescovo mészkövei             | paleocén – középső eocén     | 65–50                      |
| Szubliguri                        | Canetolo             | Canetolói agyagpalák                       | felső kréta – középső eocén  | 90–50                      |
| Liguri-piemontei óceáni lemez     |                      |                                            |                              |                            |
| Piemonti-liguri (Belső-Liguridák) | Monte Gottero        | Gotterói homokkövek                        | campaniai – paleocén         | 100–65                     |
| Piemonti-liguri (Belső-Liguridák) | Monte Gottero        | ólomszínű agyagok                          | berriasi – santoni           | 136–100                    |
| Piemonti-liguri (Belső-Liguridák) | Bracco–Val Graveglia | Gabbrók                                    | felső jura                   | 160–150                    |
| Piemonti-liguri (Belső-Liguridák) | Bracco–Val Graveglia | Ultramáfikus kőzetek                       | középső jura – felső jura    | >136                       |
| Piemonti-liguri (Belső-Liguridák) | Colli Tavarone       | Colli Tavarone-formáció                    | campaniai – maastrichti      | 83–65                      |
| Egyéb                             |                      |                                            |                              |                            |
|                                   |                      | Recens tengeri és kontinentális üledékek   |                              | <1,64                      |

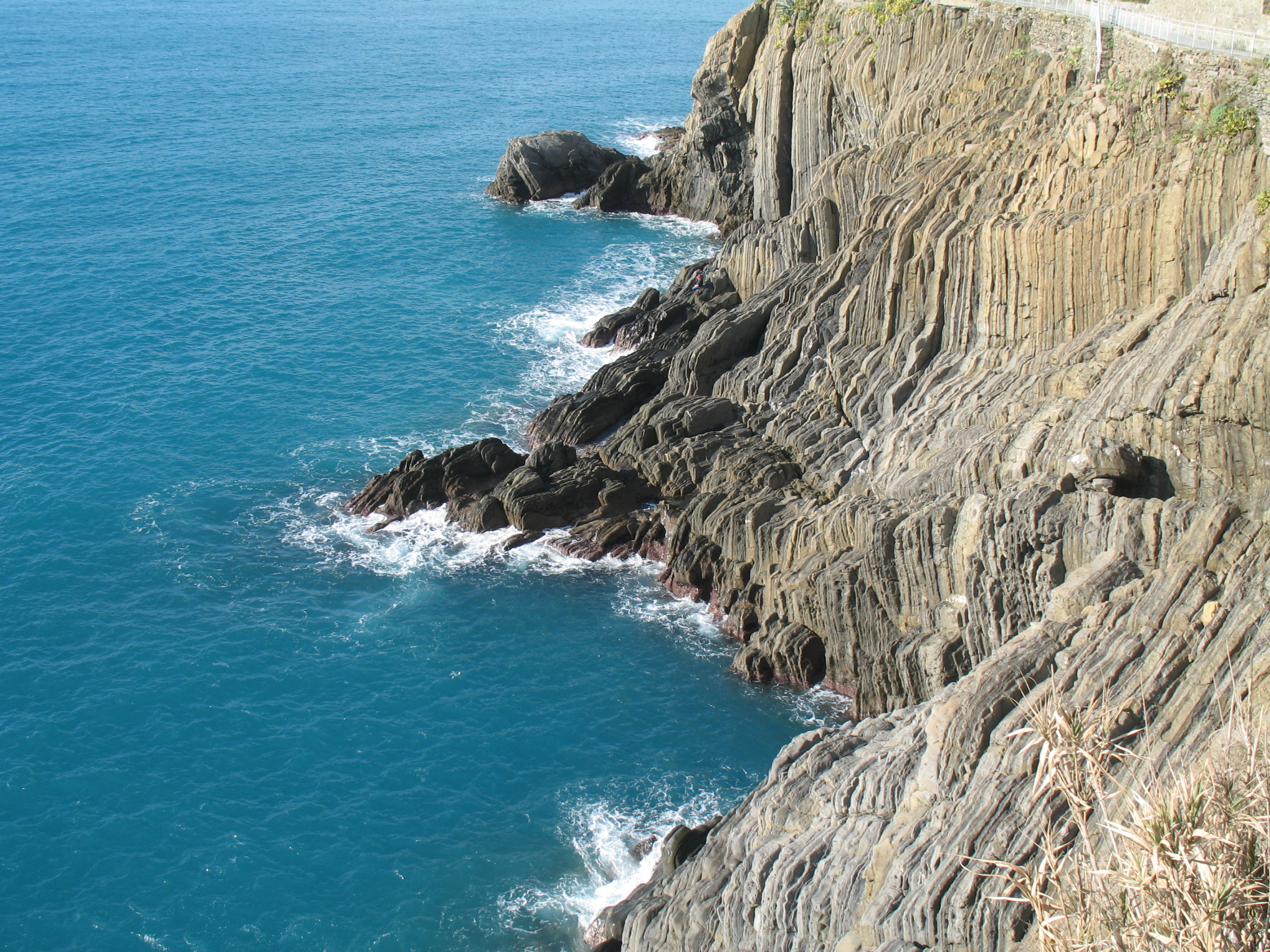
A tengeri erózió alakította kőzetek a Cinque Terre partvidékén

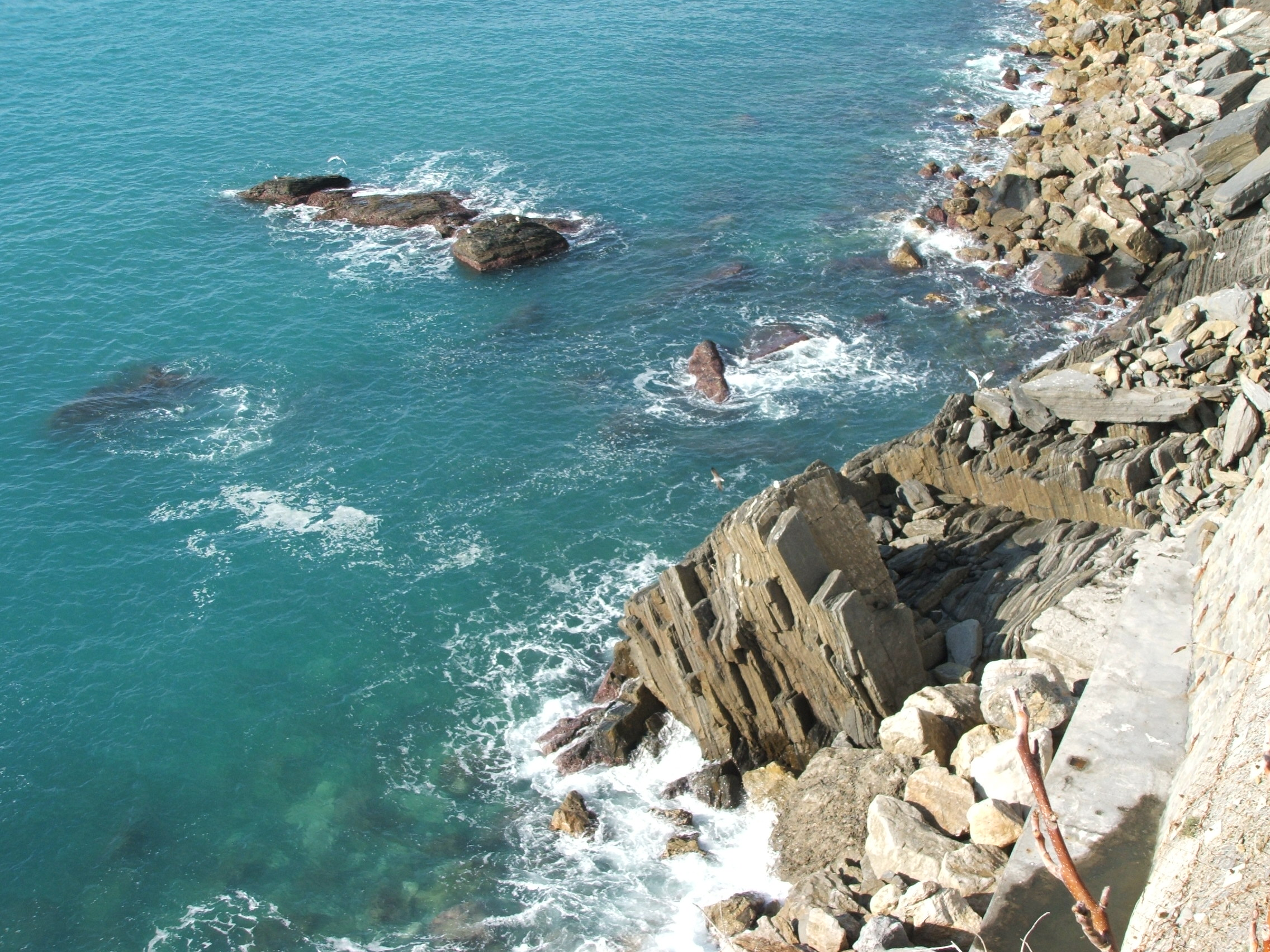
A tengeri erózió alakította kőzetek a Cinque Terre partvidékén

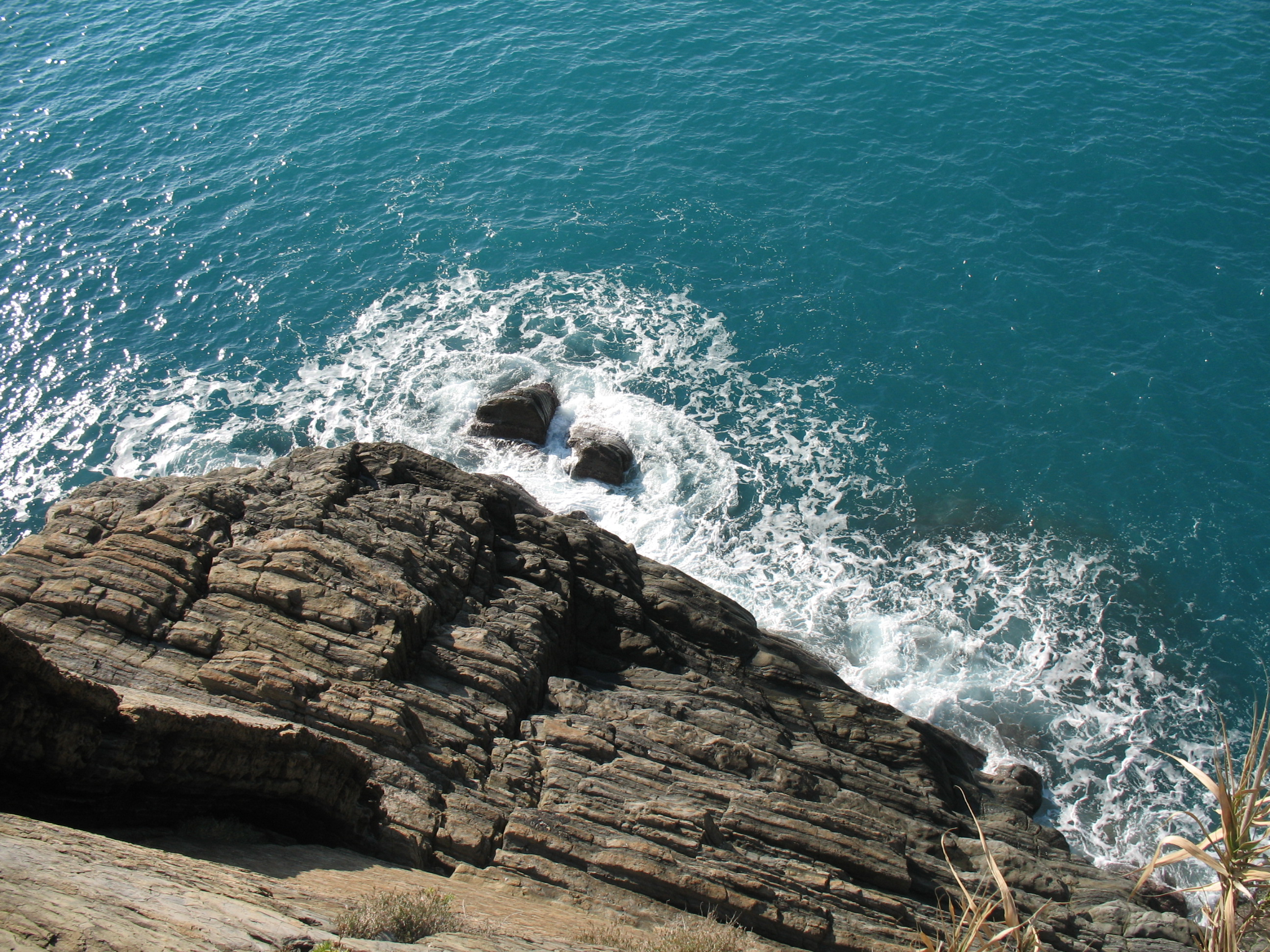
A tengeri erózió alakította kőzetek a Cinque Terre partvidékén

A Toszkán-tartomány (vagy Toszkán-takaró) Porto Venerétől Monterossóig követhető. Kettészeli a Szubliguri-tartományt; kőzetei keletről nyugati felé egyre fiatalabbak. A tulajdonképpeni Cinque Terrén a leggyakoribbak a változó vastagságú, közép és finom szemű homokkő (arenit) rétegek. Fő ásványaik a kvarc mellett a földpátok és a csillámok. A riomaggiorei réteges homokkő formáció (arenarie zonate di Riomaggiore) rétegei vékonyak (vastagságuk 10 cm körüli). Általános jellemzőjük, hogy a törmelék lefelé egyre durvább. Ebben a formációban konglomerátumok és cementálatlan kavicsos rétegek is előfordulnak. A homokkövek rétegfelületein különféle nyomokat hagyott a tengeri hullámerózió. Kiváló fizikai tulajdonságaik miatt ezeket a homokköveket mindig is bányászták; nagyrészt ezekből építettékk a földteraszokat tartó támfalakat, ezekkel burkolták az utcákat.
A Scaglia Toscana formációt vörös és zöldes agyagpalák (argillitek) és iszapkövekek jellemzik, felsőbb részükben foraminiferás kalkarenitekkel és kalciruditokkal. Az alsó részük agyagosabb, márgás; néha kovakövet is tartalmaz. Az agyagpalás rétegek közéhelyenként vérvörös mészkőrétegek ágyazódnak. Ezekben a rétegekben igen sok kövületet találni.
A majolika és jáspis formációt (Maiolica e diaspri) jól rétegzett meszes törmelékek (kalcilutitok) (kréta), valamint vörös vagy zöld radiolaritok (jáspisok) képviselik, helyenként agyagos rétegek beékelődésével. A formáció vastagsága 5–10 m.
A tűzköves mészkövek és poszidoniás márgák formációjára (calcari selciferi e marne a Posidonia) a márgák, zöldes-szürkés mészkövek és kalcilutitok jellemzőek. Helyi módosulások miatt néhol sárgás színű és palás. A tűzköves mészkövek formációjának különlegességei a szürkés, vöröses kovakőrétegek és a breccsák.
A poszidoniás márgák anyaga sekélytengeri környezetben ülepedett le. Sok bennük a kövület, és ezek legjellemzőbbike (amint ezt nevük is mutatja) a Posidonia alpina kagylófaj). Az összlet vastagsága eléri a 300 métert.
Az ammonitico rosso, azaz ammonitesz-maradványos (főleg Arietiteseket tartalmazó) vörös mészkőösszlet alsó részén a mészkövek rózsaszínesek, helyenként sárgák vagy szürkék, a felső rétegek mészmárgák és márgák. A mészkövek gyakran dolomitosodtak. Az üledékek tengerben, az erős hullámverés zónájában rakódtak le; vastagságuk mintegy 40 méter.
Az angulatuszos mészkövek (calcari ad angulati) sötétvörösek, sok fosszíliával. Nevüket a Schlotheimia angulata nevű ammoniteszfajról kapták. A mészkövek közé gyakran ékelődnek terrigén, azaz törmelékes rétegek és sárga márgák. Tengeri környezetben képződtek.
A tömött mészkő formációt (Calcare Massiccico) mészkövek és dolomitok alkotják. Ezek rosszul rétegzettek, inkább blokkosak, a színük fehéres-szürke. Szövetük az erős rétegterheléses tömörödés miatt homogén. Eltérően a többi előfordulási helyétől (pl. Toszkánától), a Cinque Terrén a rétegződés teljesen hiányzik, az egész formáció dolomitosodott. A dolomitban gyakoriak márvány (Marmo Portoro) lencsék. A márványfejtés elsősorban Porto Vener környékén évszázadokig a gazdaság egyik meghatározó ágazata volt.
A rhaetaviculás mészkövek és márgák formációja (calcarie e marne a Rhaetavicula contorta) sötétszürke mészkövekből és dolomitokból áll; sok benne az őskövület. Nevét az Avicula contorta kagylófajról kapta. Sekélytengeri környezetben rakódott le, agyagos rétegekkel együtt.
A lemeztektonikai mozgások miatt a takaróredők rátolódtak a fiatal üledékekre. Utóbbiak szaga a nagy szervesanyag-tartalom miatt jellegzetes. Corniglia és Manarola között a felszínre is bukkannak. Szerkezetük gyakran kaotikus, ami áthalmozására, másodlagos ülepedésére és újraüledékesedésére utal.
A Szubliguri-tartománynak mindössze két egysége található meg a Cinque Terrén. Anyagukat tenger alatti földcsuszamlások (iszaplavinák) halmozták a Toszkán-takaró tetejére.
A Groppo del Vescovo mészkő formációját (calcari di Groppo del Vescovo) mészköves-márgás turbiditek, valamint márgák és biokalkarenitek alkotják. Kedvező fizikai tulajdonságaik miatt kiváló építőanyagok.
A canetolói agyagpalák (argilliti di Canetolo) szürkés-feketés, palás jellegű mészkövek, kalkarenitek, homokkövek, márgák. Mivel a rétegeket összetartó erők gyengék, anyaguk a domboldalakon gyakran megcsuszamlik.
A Liguri-piemonti óceáni lemez formációi építik fel a vidék nyugati részét, Monterossótól nyugatra. Ezek tengeri üledékek, amelyekben az üledékanyagba vulkanizmus termékei keverednek. A Cinque Terre vidékén három tektonikai egységet különítenek el.
A monte gotterói formációt (arenarie del Gottero) turbiditek, kvarcos-földpátos homokkövek, siltitek alkotják. A Mesco-fok vidékén a vastag homokkő rétegek az ólomszínű agyagrétegekre (argille a palombini) települtek. Kiváló fizikai tulajdonságainak köszönhetően a homokkövet évszázadokig építőanyagnak bányászták.
Az ólomszínű agyagok meszes turbiditek; mint nevük is mutatja, ólomszürkék. A Bracco-Val Graveglia tektonikai egységet vulkáni eredetű kőzetcsoport: a Monterosso mellett felszínre kerülő gabbró-formáció határozza meg. A gabbrókat a Fegina-völgyben építőanyagnak bányászták is.
A Bracco egység legjellemzőbb formációja ultramáfikus kőzetekből: lherzolitokból, dunitokból, piroxenitekből áll; ezek részben szerpentesedtek. Tenger alatti vulkánkitörések magmájából szilárdultak kőzetté.

### Ásványkincsek
Az ásvány-előfordulások gazdaságilag nem jelentősek. A Cinque Terre északnyugati részén, Levanto környékén a La Rossola nevű bányában egykor rezet bányásztak. Az ásványgyűjtők napjainkban továbbra is találhatnak itt piritet, pirrhotint, kalkopiritet, limonitot, malachitot, kvarcot és kalcitot. A Cinque Terrét átszelő vasúti pálya megépítésekor sztilbitet, skolecitet, pumpellyitet, nátrolitot, kabazitot, heulanditot, diopszidot, prehnitet, diallágot találtak. A Mesco-fokon malachit, kalkopirit, bornit, kvarc, hidromagnezit, szteatit és aragonit fordul elő. Monterosso mellett aranyat is találtak, Riomaggiore mellett pedig ezüstöt, de kitermelésük nem gazdaságos.

## Talajviszonyok

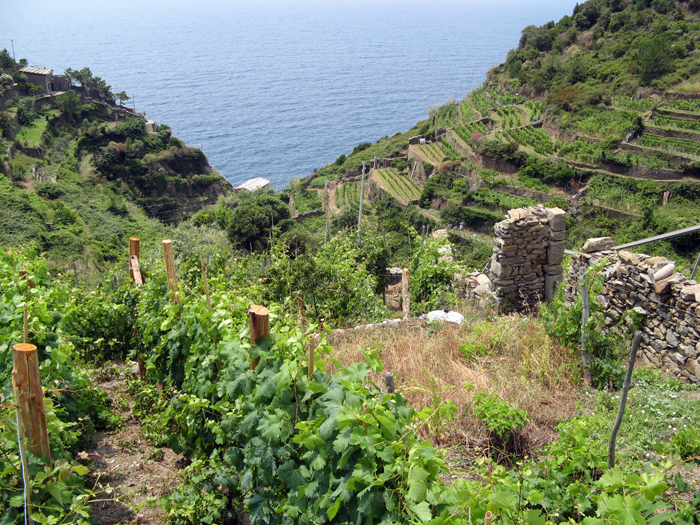
Teraszos földművelés

A Cinque Terre talajainak jellemzőit az elmúlt évszázadok mezőgazdasági tevékenysége és teraszosítási munkálatai határozzák meg. Egyes esetekben még az erdős vidékek talajai is megőrizték mezőgazdasági eredetüket. A természeti környezetben a meszes, homokos litosolok a jellemzők, valamint a regosolok, barna talajok és a mediterrán terra rossa. A váztalajnak (litosol) mindössze két horizontja van: a felső, 20 cm vastag A horizont, amely gazdag szerves anyagokban, és rögtön ez alatt a C horizont, amelyet kismértékben átalakult fekükőzetek. A regosolok esetében az A talajhorizont agyagosabb és vastagabb. A barna talajok A horizontja humuszdús. A riomaggiorei réteges homokkövekre települt talajok B horizontja kemény, száraz és sárgás színű. A terra rossa típusú talajok kizárólag mészkőrétegeken alakulnak ki és rendszerint ABC horizontból állnak. A B horizont ebben az esetben erősen agyagos és a magas vasoxidtartalom miatt vöröses színű.

## Vízrajz
A környék földtani adottságainak köszönhetően sok karsztforrás fakad a tengerparton, alig pár méterrel a hullámverés szintje fölött. A Porto Venere környéki források vize nagyobbrészt karsztos barlangokból jut a felszínre.
A felszínt számos időszakos és állandó vízfolyás medre szabdalja. Ezek a hegyvidékről erednek, és rendszerint rövidek. Több folyóvölgy szerkezeti vonalak mentén alakult ki. A vidéket átszelő állandó folyóvizek nyugatról kelet felé: Rio Ghiararo, Rio Fegina, Rio Molinelli, Canale Pastanelli, Canale di Vernazza, Canale di Groppo, Rio Finale és Rio Maggiore. E rövid folyók és patakok vizét elsősorban öntözésre használják, és a hatalmas tartályokban összegyűjtött esővízzel egészítik ki.

## Éghajlat
A Cinque Terre éghajlata mediterrán. A hőmérsékletet a tenger közelsége, valamint a délnyugati szelek és a domborzat befolyásolják. A hegyek megvédik a területet az északról érkező hideg, téli szelektől, ezért a telek enyhék, a nyarak melegek és szárazak. A legszárazabb a július és az augusztus, a legcsapadékosabbak az őszi és tavaszi hónapok. A csapadékot a dél felől érkező szelek hozzák, kompenzálva a nyár szárazságát. Porto Venere környékének mikroklímáját a Vara völgyén érkező szelek befolyásolják. A fagy ritka, a harmat viszont gyakori.
| Hónap                         | Jan. | Feb. | Már. | Ápr. | Máj. | Jún. | Júl. | Aug. | Szep. | Okt. | Nov. | Dec. | Év   |
| ----------------------------- | ---- | ---- | ---- | ---- | ---- | ---- | ---- | ---- | ----- | ---- | ---- | ---- | ---- |
| Átlagos max. hőmérséklet (°C) | 11,0 | 12,0 | 14,0 | 17,0 | 21,0 | 25,0 | 29,0 | 29,0 | 25,0  | 21,0 | 15,0 | 12,0 | 19,3 |
| Átlagos min. hőmérséklet (°C) | 3,0  | 4,0  | 6,0  | 8,0  | 12,0 | 15,0 | 18,0 | 18,0 | 15,0  | 11,0 | 7,0  | 4,0  | 10,1 |
| Átl. csapadékmennyiség (mm)   | 139  | 98   | 101  | 102  | 84   | 53   | 28   | 57   | 80    | 149  | 140  | 120  | 1151 |
| Forrás: www.ilmeteo.it        |      |      |      |      |      |      |      |      |       |      |      |      |      |

## A Cinque Terre Nemzeti Park
A Cinque Terre Nemzeti Parkot (Parco Nazionale delle Cinque Terre) 1999-ben hozták létre a vidék természeti és kulturális kincseinek megóvása céljából. A park a Cinque Terre öt településének területére terjed ki, valamint átnyúlik északnyugaton a Mesco-fok környékére (Levanto község része), délkeleten pedig Campiglia Tramonti (La Spezia egyik frazionéja) területére, egészen a Persico-fokig. A nemzeti park két részből áll: a tulajdonképpeni park, a tengerparti övezet, valamint a part előtti védett tengeri terület. A parkfelügyelet Riomaggiorében székel. Olaszország legkisebb területű nemzeti parkja.

### A Cinque Terre tengeri védett terület
A Cinque Terre tengeri védett területet (Area Marina Protetta delle Cinque Terre) 1997-ben hozta létre az olasz környezetvédelmi minisztérium. A Mesco-foktól (északnyugat) a Montenegrói-fokig (délkelet) húzódik. Célja a partmenti vízalatti gazdag és változatos élővilág megóvása. A védett területnek kiemelt szerepe van a földközi-tengeri cetpopuláció megóvásában, amelynek céljára egy közel százezer négyzetkilométer kiterjedésű nemzetközi védett tengeri zónát hoztak létre. A Cinque Terre tengeri védett terület ennek a nemzetközi projektnek része. A védett terület kialakításával szabályozzák a halászatot, valamint a búvárkodást is, ami az ide látogató turisták egyik kedvenc sportága a hirtelen merülő tengerpartnak köszönhetően.

## Növényvilága
A Liguriát és vele a Cinque Terre vidékét borító természetes erdőtakaró a 11. századtól zsugorodott, utat engedve a szőlő- és olajfaültetvényeknek. A magyaltölgy és a molyhos tölgy helyét fokozatosan átvette a gesztenyefa és a tengerparti fenyő. A 20. században a mezőgazdasági területek egy részét elhagyták, és ezzel az erdőterület megnövekedett. A Cinque Terre növényvilága közel ezer fajból áll, ezek közel 40%-a a mediterrán flóraterületre, 20%-a pedig az északi flórabirodalomra jellemző, a többi kozmopolita faj.
Kevés az endemikus növényfaj, holott a szigetek általában kedvező feltételeket nyújtanak ezek kialakulásához. Ez azzal magyarázható, hogy a szigetek relatíve későn váltak le a kontinenstől. Az előforduló endemikus fajok egy cipruska (Santolina ligustica), egy csenkesz (Festuca veneris), valamint egy búzavirágféle és egy imola- (Centaurea)-féle – mindezek Porto Venere környékén élnek. Levanto környékén él további két endemikus búzavirág alfaj (Centaurea paniculata ssp. lunensis, Centaurea paniculata ssp. levantina).
A növényvilág jellemző fajai a nyugat-mediterrán térségben élő paratölgy, galaj és ragadós galaj, továbbá egyes pajzsikafélék (Dryopteris tyrrhena), fodorkák (Asplenium petrarchae, Asplenium bovatum ssp. lanceolatum), csellingfélék (Cheilanthes maderensis) és gímpáfrányfélék (Pteris cretica), valamint a sünzanót (Ulex europaeus), a kutyatej (Euphorbia dendroides), a vörös szuhar (Cistus creticus), a lószőrpálma (Chamaerops humilis) és egyes kosborfélék (Orchidaceae).

### Erdőségek
A Cinque Terrét a középkor végéig kiterjedt erdőségek borították, elsősorban magyaltölgy. Az emberi tevékenység, a mezőgazdaság és a teraszosítás következtében ezek területe nem csak a tengerparton csökkent le jelentősen, hanem a magasabban fekvő, lejtős vidékeken is. Az erdőségek átalakulásához hozzájárult az őshonos fajokat fokozatosan kiszorító gesztenye és répafenyő meghonosítása is. Ma csak az egykori erdőterület 20%-án nő fás vegetáció.

### Nevezetes növénytársulásai

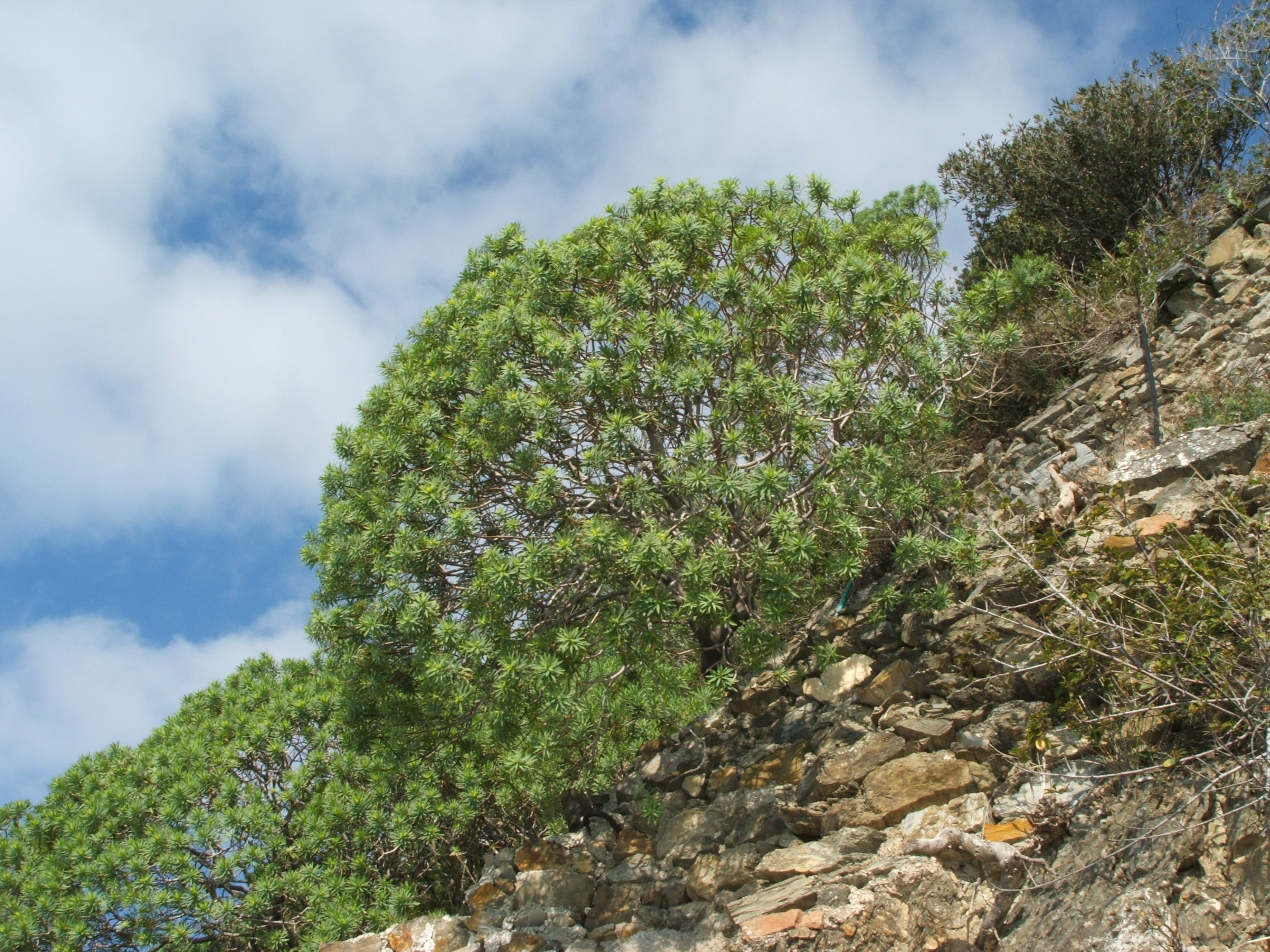
Cinque Terre-i jellegzetes növényzet

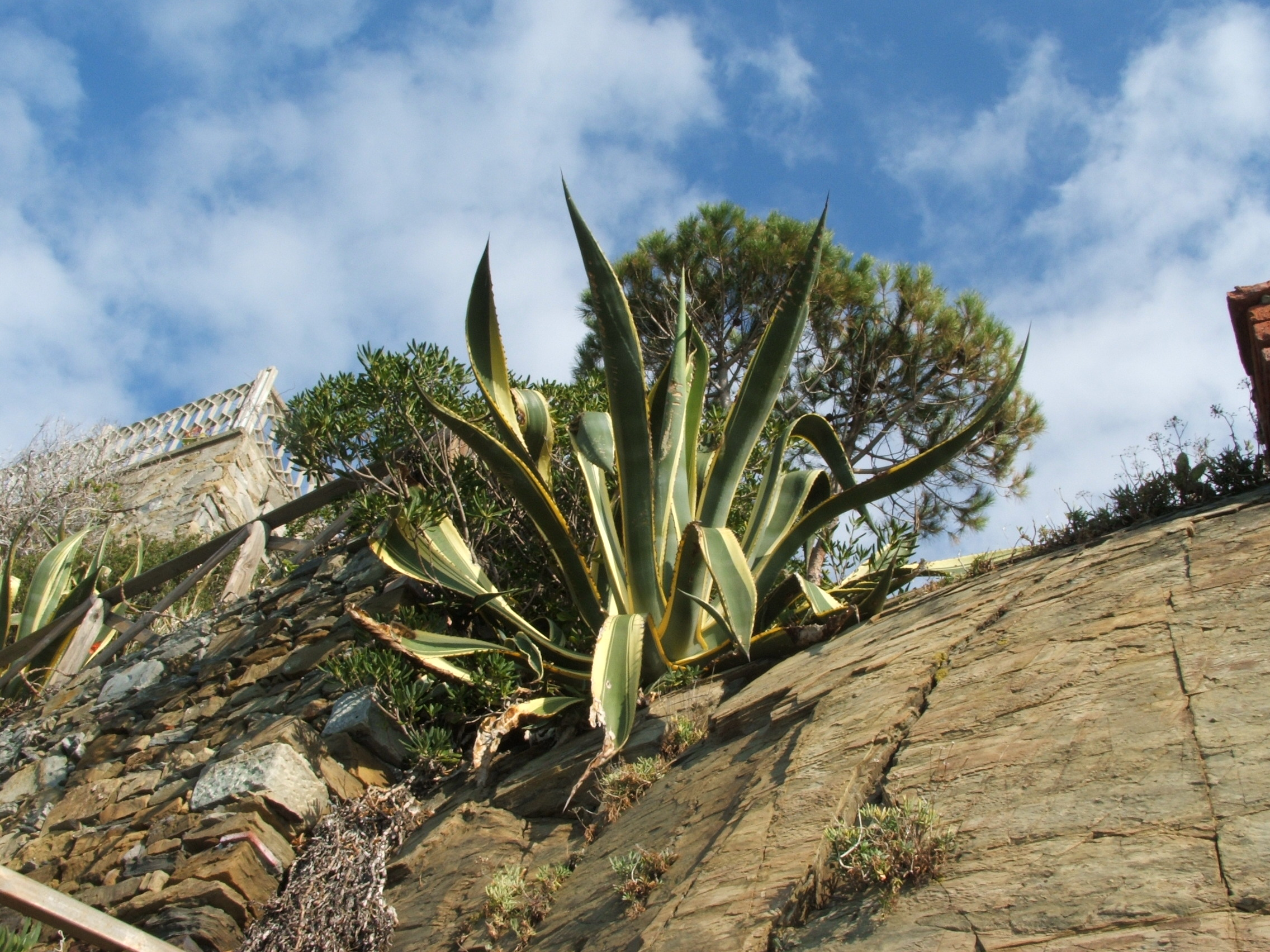
Cinque Terre-i jellegzetes növényzet

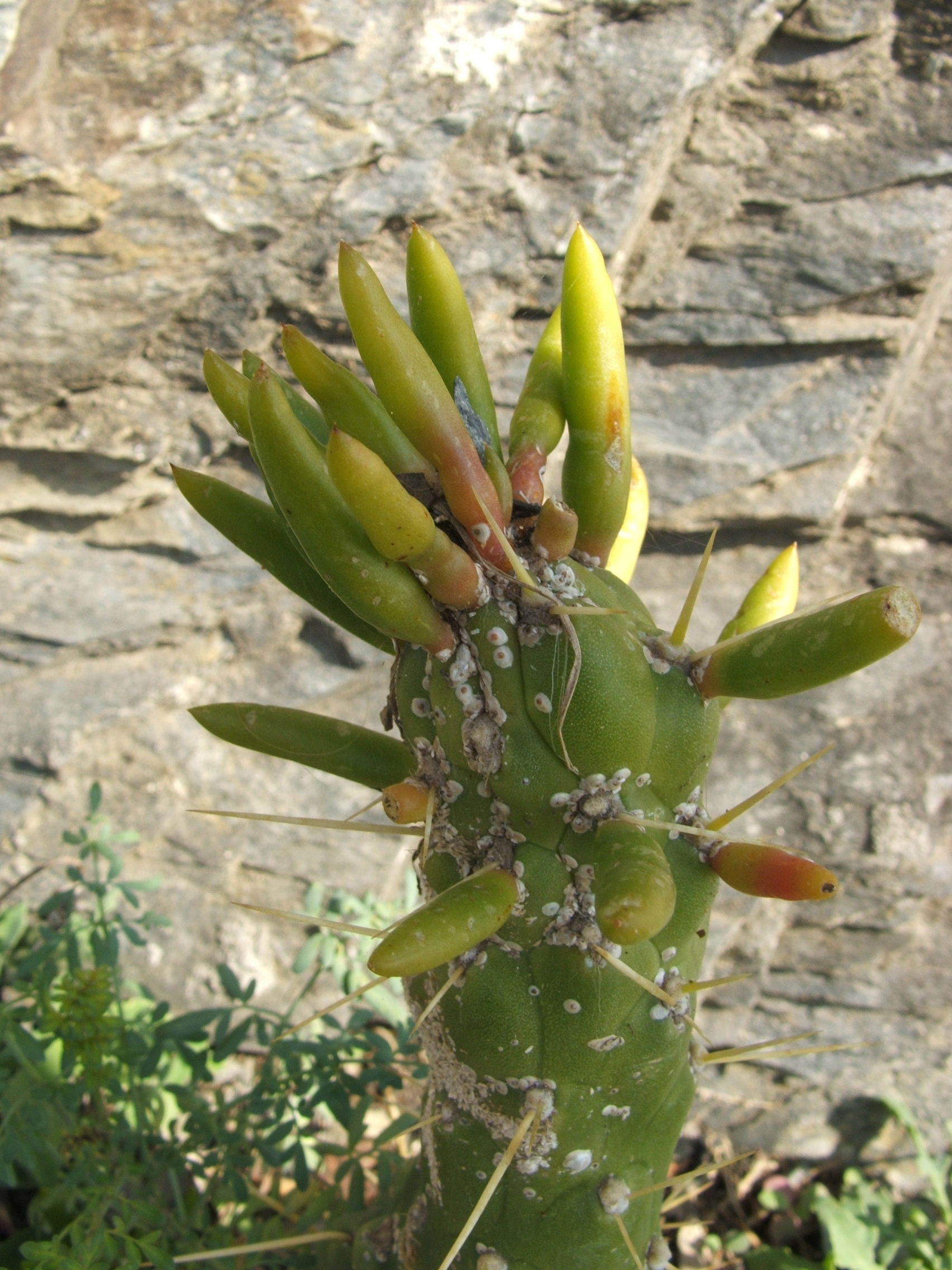
Cinque Terre-i jellegzetes növényzet

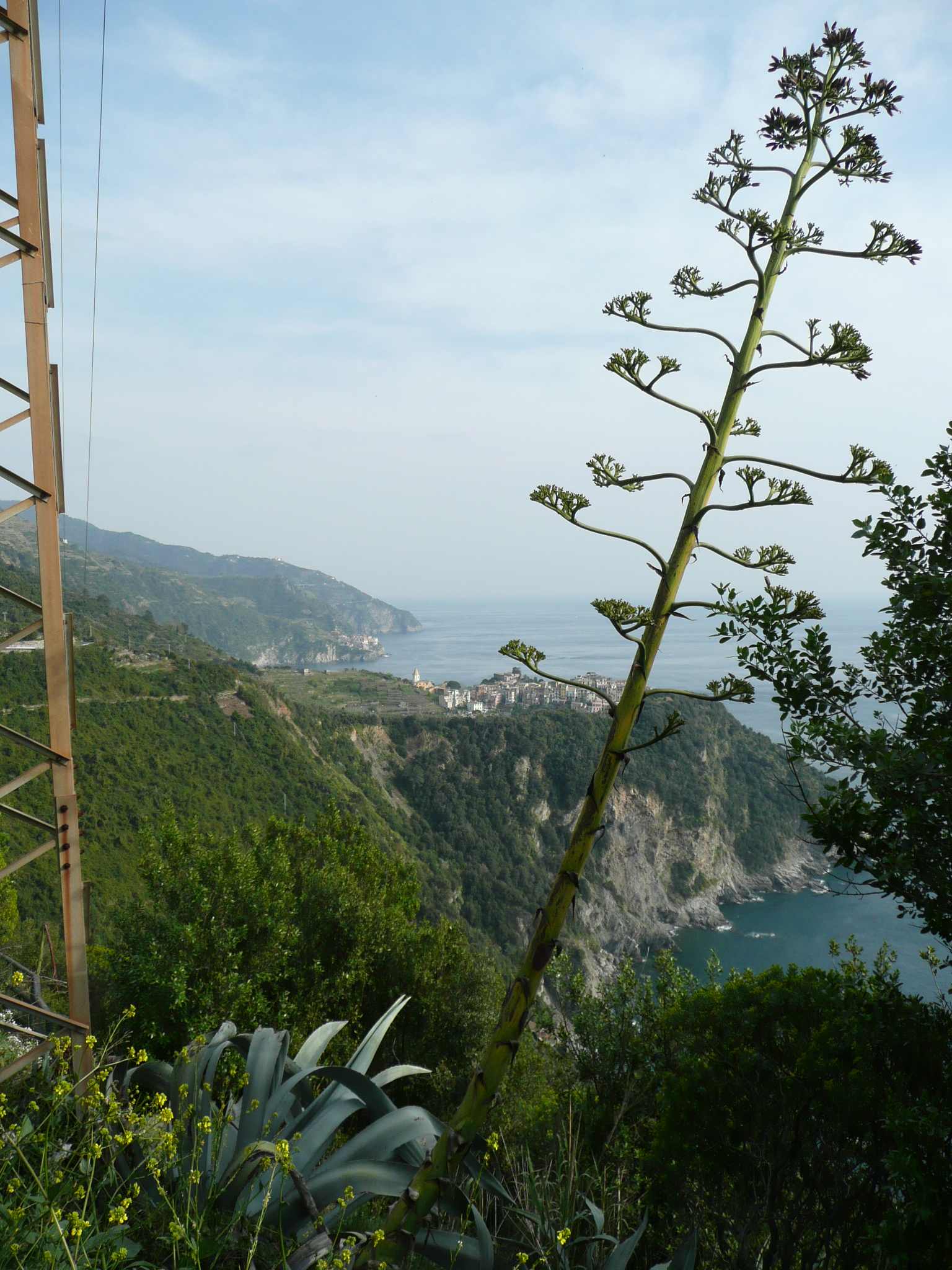
Cinque Terre-i jellegzetes növényzet

A tengerparttól az emelkedőkön a növénytársulások zonálisan követik egymást:
A parti sziklákon, a hullámverés zónájában csak algák és zuzmók élnek, magasabbrendű növények csomói csak a kisebb védett részeken telepszenek meg. A part első méterein sótűrő növények élnek: tengeri kömény (Crithmum maritimum), vadmurok (Ducus carota) és a Catapodium marinum. A hullámoktól védett részeken megél még a hamvaska (Senecio cineraria), a nyári viola (Matthiola incana) és a csomós ebír (Dactylis glomerata) is. A 20. század elejéig nagy területen nőtt az európai tengeri mustár (Cakile maritima), a homoki ballagófű (Salsola kali) és az olasz szerbtövis (Xanthium italicum) is, de a tengerpart beépítésével és a védett öblök feltöltődésével ezek élettere nagyon lecsökkent.
A lejtők alsó részein élnek a garrigue és a macchia jellegzetes képviselői: olasz szalmagyopár (Helichrysum italicum), kerti kakukkfű (Thymus vulgaris), szálkaperje (Brachypodium distachyum), kerti ruta (Ruta graveolens), korpás borsó (Bituminaria bituminosa) és a mezei varfű (Knautia arvensis). A garrigue elsősorban Monterosso al Mare környékére jellemző. Itt számos egyéb faj is él: szegfű (Dianthus sylvestris), útifű (Plantago holosteum), nizzai kutyatej (Euphorbia nicaeensis) és hegyi pereszlény (Satureja montana). A garriguével ellentétben a macchia jellegzetes növényei fás szárúak és magasabbak (meghaladják az 1,4 métert). A Cinque Terre fő növénytársulása az erdők kiirtása után a macchia volt, de a talaj művelése és degradálódása miatt ez is visszaszorult. Jellegzetes növényfajai: jeneszter (Spartium junceum), fás hanga (Erica arborea), nyugati szamócafa (Arbutus unedo), közönséges mirtusz (Myrtus communis), magyaltölgy (Quercus ilex), seprűzanót (Cytisus scoparius).
A tölgyesek zónáját 250–450 m-rel a tengerszint felett találjuk, elsősorban a Cinque Terre délkeleti részén. A társulás karakterfajai a magyaltölgy (Quercus ilex) és a paratölgy (Quercus suber). További fajok: terpentinfa (Pistacia terebinthus), örökzöld benge (Rhamnus alaternus), illatos iszalag (Clematis flammula), mannakőris (Fraxinus ornus), komlógyertyán (Ostrya carpinifolia), egybibés galagonya (Crataegus monogyna), téli bangita (Viburnum tinus) és babér (Laurus nobilis). Aljnövényzete főleg zanót (Cytisus villosus) és zsályalevelű szuhar (Cistus salvifolius).
A tűlevelű társulásokban a parti fenyő (Pinus pinaster) dominál. Ezekben az erdőségekben a történelmi időkben többször is pusztított tűz, aminek köszönhetően gazdag aljnövényzet alakult ki (pl. saspáfrány), de jelentős károkat okoztak bennük a Franciaországból származó Thaumatopoea pytiocampa (búcsúlepke faj) lárvái is. A parti fenyő mellett előfordul még az aleppóifenyő (Pinus halepensis) is.
A gesztenyét a lakosság honosította meg a vidéken, a 20. század elején ez volt a Cinque Terre egyik fő bevételi forrása. 200 méternél magasabb, lejtős vidékeken él, és szívesen társul számos más fajjal:
- csertölgy (Quercus cerris),
- közönséges mogyoró (Corylus avellana),
- csomós gólyaorr (Geranium nodosum),
- perjeszittyó (Luzula forsteri),
- egyvirágú gyöngyperje (Melica uniflora).[21]

Az 500 méternél magasabb területek növényvilágára jellemző fajok:
- selymes rekettye (Genista pilosa),
- piros gólyaorr (Geranium songuineum),
- erdeiméhfű (Melittis melissophyllum),
- dudamag (Physospermum cornubuense),
- betonikafű (Stachys officinalis),
- szártalan kankalin (Primula vulgaris) és
- kékperje (Molinia coerulea).[22]

A teraszokon kevés tápanyaggal is beérő növényfajok telepedtek meg; társulásuk a sziklás vidékekéhez hasonló. Karakterfajai:
- aranyos fodorka (Asplenium trichomanes),
- pikkelypáfrány (Ceterach officinarum),
- vénuszhaj (Adiantum capillus-veneris) stb.[23]

## Állatvilága
A kései miocénben a tenger transzgressziói és regressziói, majd a jégtakarók váltakozó kiterjedése és visszahúzódása a meleg, illetve a hideg éghajlathoz szokott állatfajok váltakozását hozta magával. Ennek bizonyítékai az itt megtalált vízilócsontok, valamint a hideg klímát kedvelő rozsomák és hóbagoly maradványai. A Palmaria szigeti Galambok barlangjában (Grotta dei Colombi), valamint a Bocca del Bersaglierében kőszáli kecske, zerge, vadmacska, hiúz és hermelin maradványaira bukkantak a kutatók.
Több mint 9000 évvel korábban, amikor a szigetek (Palmaria, Tino és Tinetto) még a kontinenshez kapcsolódtak, a természetes környezet különösen hideg volt. A gleccserek terjeszkedése azonban nem okozta a teljes, meleg éghajlathoz szokott állatvilág kicserélődését: több faj akklimatizálódott. Ezek az „élő kövületeknek” tekintett fajok:
- francia barlangiszalamandra (Speleomantes ambrosii),
- európai lemezesujjú gekkó (Phyllodactylus europaeus), Tino és Tinetto szigetén endemikus, élő kövület,[24]
- török gekkó (Hemidactylus turcicus).[24]

A legutolsó populációcserék az emberi tevékenység eredményei. A vadászok egyik kedvenc állata, a barna nyakú szirti fogoly (Alectoris barbara) az 1800-as évek közepén terjedt el, különösen a Mesco-fok és Palmaria között. A 20. században telepítették be a vadászok a vadnyulat (Oryctolagus cuniculus) és a vaddisznót (Sus scrofa).
A Cinque Terre a nyugat-és kelet-mediterrán területek állatvilágának határvonalán fekszik. Számos endemikus faj él itt, mint például a Chtonius bartolli és a Roncus caprai álskorpiófajok, valamint a Parabathyscia viti, Danacea ligurica, Microhoria caprai bogárfélék. A Tirrén-régió állatvilágának jellegzetes képviselői az Euplectus corsicus, Parmena solieri, Meira stierlini, Meira suturella, Opatrum sculpuratum és Asida luigionii bogárfélék, valamint a százlábúak képviselői: a Geophilus romanus és az Eupolybothrus nudicornis. A csigafélék közül a Toffolettia striolata, a Solatopupa juliana és a Solatopupa pallida fajok Olaszországban csak itt fordulnak elő. A gerinctelen állatvilág további, nem endemikus képviselői a Carodere separanda, Parabathyscia wollastoni, Exapion ulici, Acrosterum millierei bogárfélék, a Gonepteryx cleopatra, Axia margarita, Euplagia quadripunctaria, Polyommatus hispanus lepkefajok, valamint a Smithistruma tenuipilis hangyafaj és az Argnia biplicata csigafaj.
A madárvilág jellegzetes képviselői a vörhenyes fecske (Hirundo daurica), a vöröslábú fogoly (Alectoris rufa), a kék kövirigó (Monticola solitarius), a holló (Corvux corax), a halvány sarlósfecske (Apus pallidus), az üstökös kárókatona (Phalacrocorax aristotelis) és a vándorsólyom (Falco peregrinus).

### A tenger állatvilága
A különféle tengeralatti felszínformáknak (mészkősziklák váltakoznak homokos aljzattal) köszönhetően a tengeri állatvilág rendkívül változatos.
A partmenti vizek lakója a lándzsahal, amely a tengervíz szennyezettsége miatt egyre ritkább az olasz vizekben. A Tirrén-tenger ritka faja a pávahal (Thalassoma pavo).
A felszínközeli vizekben és a sekély tengerparti övezetben számos csiga, kagyló, rák lakozik. A mélyebb szinteken gyakoriak a korallfélék, a tengeri szivacsok, a tengeriuborkák, a laposférgek. Gyakoriak a polipok is. A halak közül em tengeri sügérfélék (Sparidae), magashátú durbincs (Sarpa salpa), szivárványhal (Coris julis), gyűrűsfarkú keszer (Oblada melanura) és aranyosfejű halfélék (Bramidae) élnek ezen a vidéken. Az 50 méternél mélyebb szintekre, ahová a napfény nem jut el, a zöld- és vörösalgatelepek jellemzőek. A tengeri élővilág számos madárfajt táplál. A sziklás parton fészkelnek: szarkafélék, viharmadárfélék, szula (Morus bassanus), fratercula és sárgalábú sirály (Larus cachinnans).

### A macchia és az erdők faunája
A tengerparttól távolabb fekvő területeket a macchia, erdők és mezőgazdasági területek mozaikszerű elrendezkedése jellemzi. Ez elsősorban azoknak a madárfajoknak kedvez, amelyek táplálékforrásként az ember által termesztett növényeket is felhasználják (olajfa, szőlő stb.). A napsütötte macchiával borított területek jellemző fajai a bajszos poszáta (Sylvia cantillans), a kucsmás poszáta (Sylvia melanocephala) és a dalos poszáta (Sylvia hortensis). A mezőgazdasági területek leggyakoribb madárfajai az erdei pinty (Fringilla coelebs), a zöldike (Carduelis chloris), a vörösbegy (Erithacus rubecula), a seregély (Sturnus vulgaris) és a tengelic (Carduelis carduelis).
A sziklás területeket különösen a hüllők kedvelik: fali gyík (Podarcis muralis), nyugati zöld gyík (Lacerta bilineata), lábatlan gyík (Anguis fragilis) és sárgászöld haragossikló (Hierophis viridiflavus). A folyóvizek környékén gyakoriak a kétéltűek, mint a mediterrán leveli béka (Hyra mediterrania). Az emlősöket elsősorban a rágcsálók és a kis termetű ragadozók képviselik: mogyorós pele (Muscardinus avellanarius), közönséges kószapocok (Arvicola terrestris), vörös róka (Vulpes vulpes), borz (Meles meles), menyét (Mustela nivalis), nyest (Martes foina). A madárvilág jellemző fajai az egerészölyv (Buteo buteo), a kuvik (Athene noctua), a gyöngybagoly (Tyto alba) és a kígyászölyv (Circaetus gallicus).
Az árnyékos, örökzöld tölgyesek lakói a szajkó (Garrulus glandarius), a kakukk (Cuculus canorus), a fekete rigó (Turdus merula) és a széncinege (Parus maior). Az emlősöket a kistestű mogyorós pele (Muscardinus avellanarius), az etruszk cickány (Suncus etruscus) képviselik.
A fenyvesek állatvilágának jellemző emlősfajai a mókusfélék, a pele, a vörösróka és a borz. A madárvilág képviselői a nagy fakopáncs (Picoides maior), a fenyvescinege (Parus ater), a nyaktekercs (Jynx torquilla) és a rövidkarmú fakusz (Certhia brachydactyla).
A lombhullató erdők erdőkben előforduló madárfajok a csuszka (Sitta europaea), a zöld küllő (Picus viridis), a kék cinege (Parus caeruleus), a barátposzáta (Sylvia atricapilla), az ökörszem (Troglodytes troglodytes) és a macskabagoly (Strix aluco). Emlősfaunája megegyezik a fenyvesekével, de gyakoribb a mókus. Gyakoriak ugyanakkor a hüllők és a kétéltűek, kiváltképp a vízisikló (Natrix natrix) és az erdei sikló (Elaphe longissima).
Az elhagyott kőfejtők területén, különösen Porto Venere környékén nagyszámú denevérpopuláció él: barna hosszúfülű-denevér (Plecotus auritus), nagy szelindekdenevér (Tadarida teniotis), fehérszélű denevér (Pipistrellus kuhlii), rőt koraidenevér (Nyctalus noctula), szőröskarú koraidenevér (Nyctalus leisleri) és alpesi denevér (Hypsugo savii). A barlangokban éjjeli életmódhoz alkalmazkodott állatfajok is élnek, mint például a füleskuvik (Otus scops).

## Történelme

### A rómaiak előtt

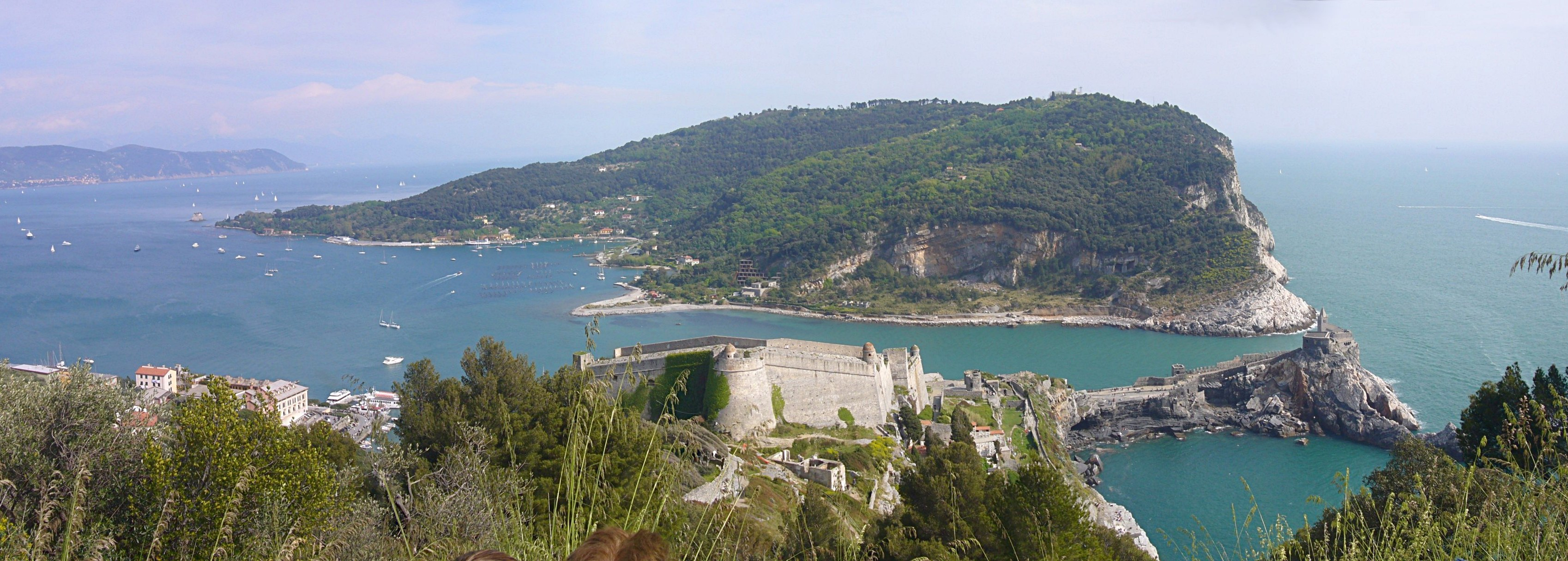
Palmaria szigetének látképe Porto Venere felől

A legrégibb emberi tevékenységre utaló nyomok a palmariai Galambok barlangjából (Grotta dei Colombi) származnak, de mivel szétszóródtak az üledékekben, koruk pontos meghatározása nehézkes. A barlangot valószínűleg már a kőkorszakban lakták, erre utalnak az emberi csontmaradványok valamint a kezdetleges eszközök, mint nyílhegyek, vésők, illetve kilyukasztott kagylókból készült ékszerek. Ezek az i. e. 30000 és i. e. 5000 közé datálható leletek arra utalnak, hogy a vadászok már akkor benépesítették a vadászok, amikor az még nem egybefüggött a szárazfölddel. Ugyanebben a barlangban találtak neolitikumi csiszolt baltákat is. I. e. 3000 – i. e. 2000 között a barlang már elsősorban temetkező hely volt; erre az időre Palmaria már levált a szárazföldről. A vidéken végzett többi feltárás azt tanúsítja, hogy a kiterjedt erdőségekkel borított Cinque Terrét kezdetben vadászok népesítették be, és fokozatosan tértek át az állattartásra. Az állandó emberi jelenlét bizonyítékai az itt talált menhirek is. A két legnagyobb kőtömb Campiglia Tramonti mellett, illetve a Capri-hegyen áll. A bronzkorban alakultak ki az első szervezett települések. A pagusok (jelentése falu) ellenőrizték a kisebb területeket (úgynevezett vici) védő castellókat (jelentése erőd, vár). A hegytetőket a pagusok közösen birtokolták, közösen alakították ki az úgynevezett compascuumot, és az évszázadok során comunaglie-vé (jelentése község) alakultak át. A legjobban fennmaradt castello Pignone völgyében található.

### A rómaiak
A rómaiak i. e. 177-ben hódították meg Liguriát, és még ebben az évben megalapították kolóniájukat, Lunát (ma Luni, Ortonovo frazionéja). Mindemellett a pagusok még több évszázadig a vidék meghatározó szervezeti formái maradtak, mivel a rómaiakat kevéssé érdelte a terméketlen vidék azonnali átszervezése. A pagusok fennmaradása és fejlődése a vidéket átszelő kereskedelmi utaknak volt köszönhető. Egyik hipotézis szerint a fő építőanyagokat és mezőgazdasági termékeket Porto Veneréből a hegygerincet keresztező úton szállították a Cinque Terre vidékére, az elosztást pedig az egyes castellókat összekötő út segítette. Egy másik feltételezés szerint még a hódítás előtt engedélyezték a római hajók kikötését, így tengeren szerezták be a szükséges anyagokat és termékeket.
A hódítás után a rómaiak tevékenységüket a Luna környéki, mezőgazdasági szempontból jelentős, úgynevezett agro lunense vidékére összpontosították. Ennek köszönhetően a Cinque Terre falvai egészen a középkorig megőrizték szervezeti formájukat. Mindössze Porto Venere jelenik meg korabeli római feljegyzésekben, mégpedig Sztrabónnál, aki i.e. 50-ben egy rövid ideig itt élt a ma Villa Varignanónak nevezett épületben. Ő említi, hogy Porto Venere kikötőjében márvánnyal kereskedtek. Az i. e. 2. és i. e. 1. században Porto Venere falusias jellegű település volt, szétszórt épületekkel, a későbbiekben azonban felépültek thermái és ciszternái. Fennmaradt egy művészettörténetileg igen jelentős márványszobor-gyűjtemény.
Idősebb Plinius említ egy bizonyos borfajtát („vinum lunense”), de nem tisztázott, hogy ez tányleg a Cinque Terre vidékéről származott-e, hiszen abban az időben a borászat még nem volt annyira elterjedt. I. e. 109-ben Marcus Aemilius Scaurus meghódította a ligurokat és megépíttette a Pisát és Lunát összekötő Via Aemiliát, amely a Cinque Terre falvait is bekapcsolta a Római Birodalom kereskedelmébe. A vidék egyik virágkorát Augustus császár idején élte meg, amikor a rómaiak mellett ligurok is megtelepedtek a vidéken (elsősorban Luna körül). A Római Birodalom hanyatlásával a vidék gazdasági élete is hanyatlásnak indult. Az egymást követő éhínségek és földrengések miatt a lakosság jelentősen megcsappant, a kereskedelmi utak elzáródása miatt megmaradt lakosai az önfenntartó mezőgazdaság felé fordultak, és a gótok, a lombardok, majd a szaracénok inváziói elől a magasabb vidékekre húzódtak vissza.

### A középkorban

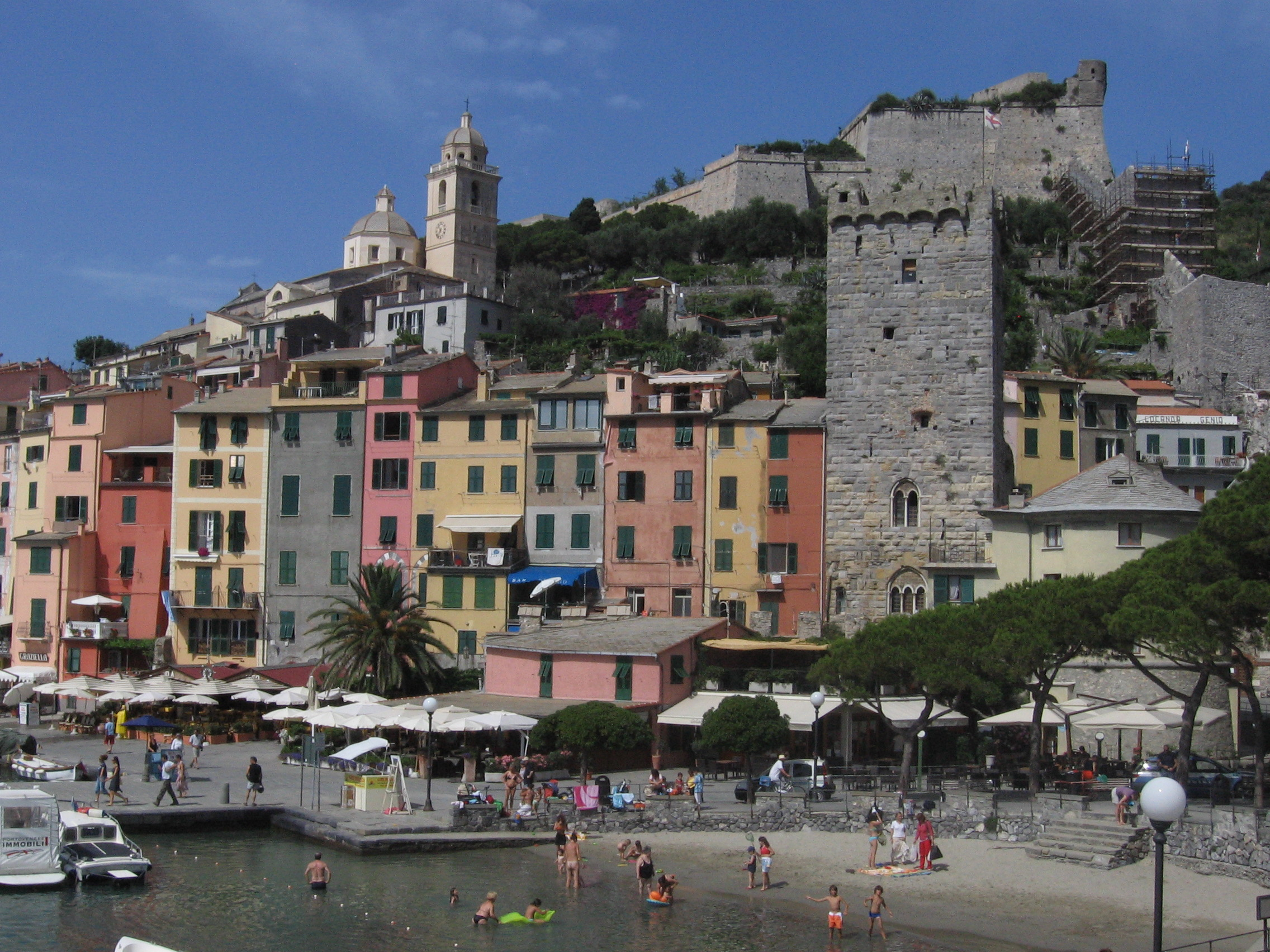
Porto Venere erődítménye

A középkor elején a pagusok helyét fokozatosan átvették az esperesi kerületek valamint a magasabb rendű egyházi szervezeti formák. A 6. században bizánci szerzetesek érkeztek és egy kolostort alapítottak Tino szigetén. A Monterosso feletti Soviore szentélyt valamint a Vernazza feletti Reggio szentélyt valószínűleg szintén ekkor építették. A Soviore szentélyt Rothari longobárd király seregei pusztították el 644-ben. A 10. századig kialakultak Marinasco, Pignone és Ceula kerületei, ezek nagyjából régi pagusoknak feleltek meg területileg. Marinasco felügyelete alá tartoztak a Cinque Terre keleti részei, Pignone kerületéhez tartoztak Monterosso egyes részei és Vernazza, míg Ceula kerületéhez a Levantótól keletre fekvő részek. Ezen esperesi kerületek újjászervezése során alakultak aztán ki Monterosso al Mare, Vernazza, Corniglia, Riomaggiore és Porto Venere kerületei.
A 10. század közepén a Cinque Terre, valamint a levantói riviéra része lett az Obertenghi család feudumának, amelynek központja Luni volt. A Cinque Terre tengerpartja ekkor még lakatlan volt, ugyanis a lakosság a szaracén kalózok portyázásai elől a magasabban fekvő területekre húzódott vissza. A 11. században épültek meg Vernazza, Monterosso al Mare és Porto Venere erődjei a szaracénok elleni védelem biztosításaként.
A 11. században a Tino szigeti kolostort átvették a bencések. A San Venerio-kolostornak volt alárendelve a három sziget (Tino, Tinetto, Palmaria), Porto Venere, Levanto, Moneglia, valamint Korzika is. A bencéseknek nagy szerepük volt a vidék gazdasági életének fellendítésében, ugyanis támogatták a mezőgazdaságot, bevezették a füge, az olajbogyó (olívabogyó) és a szőlő termesztését. A bencések mellett jelentős hatalommal bírtak a vidéken korzikai nemesi családok (Vezzano, Lavagna, Carpena, Ponzò, Corvara, Ripalta), valamint Luni grófjai.
A teljes politikai stabilitás a 13. század végére érte el a vidéket, amikor a Genovai Köztársaság fennhatósága alá került. Ezzel párhuzamosan indult meg a Tino szigeti kolostor hanyatlása, amelyet aztán a 12. század közepén az Ágoston-rendiek vettek át. A genovaiak felismerték Porto Venere stratégiai jelentőségét, és az addig mindössze néhány épületből álló település köré egy erődítményt építettek. A falu erődítményeit a 16. századig fokozatosan bővítették.
Az úgynevezett Monterossói Királyság a Da Passano, majd Fieschi és Malaspina családok hűbérbirtoka volt, de a tényleges hatalmat a Genovai Köztársaság gyakorolta. 1132-ben a Passanók királysága, Levanto központtal szintén a genovaiak fennhatósága alá került, s csak a vernazzai Ponzók és Corvarák álltak ellen, jelentős károkat okozva a Pisa és Genova között zajló tengeri kereskedelemben. Vernazza erődjét 1182-ben foglalták el a genovai seregek, de a királyság csak 1207-ben került a köztársaság fennhatósága alá. 1210-ben Pisa ellenőrzése alá vonta ugyan Porto Venerét, de ez nem gyengítette a genovaiak hatalmát a vidék felett.
1251-ben a Riomaggiore és La Spezia közötti kis falvak lakosai a Vergiona-hegyen (valószínűleg a mai Monte Verrugoli) találkoztak, ahol esküt tettek Genova támogatására Pisával szemben. 1276-ban Nicolo Fieschi lavagnai grófot megfosztották a Riomaggiore, Manarola, Corniglia, Vernazza, Volastra, Biassa és Montale erődjei feletti jogtól és ezáltal a Cinque Terre formálisan is a Genovai Köztársaság része lett.
A vidék mai arculata a 12–13. században kezdett el kialakulni: ekkor létesítették a hatalmas olajfákkal és szőlővel beültetett teraszokat. Az erőteljes erdőirtás következtében a mezőgazdaságilag hasznosított területek is jelentősen megnőttek. A Genovával fenntartott szoros kereskedelmi szálaknak köszönhetően a mezőgazdasági termelés is újabb lendületet kapott, különösen a borászat, amely a vidék hírnevét is megalapozta. A 14. század volt a Cinque Terre aranykora, a művészetek virágzásának ideje, amit a számos ekkor épült templom is kiválóan bizonyít.

### A 16–18. század

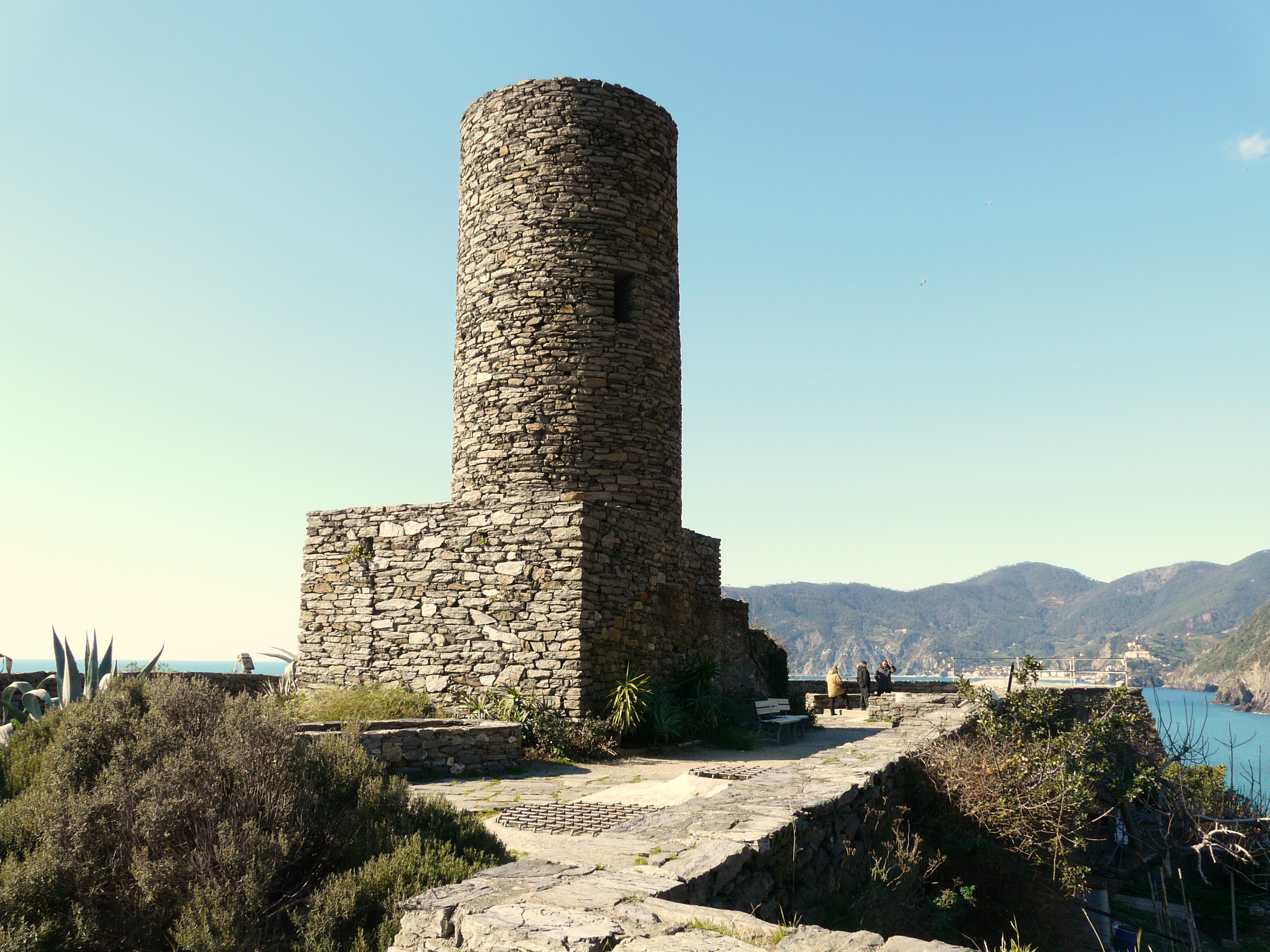
A vernazzai őrtorony

Noha a vidéket többször is sújtották járványok, és a török kalózok is állandóan fenyegetésük alatt tartották, a demográfiai növekedés nem torpant meg. Ennek bizonyítéka, hogy a 16–17. századokban jelentős lépéseket tettek a falvak kibővítésére és újabb települések alapítására. Ebben az időben megerősítették és kibővítették a vidék erődítményeit, ezek közül a leglátványosabbak a riomaggiorei, a monterossói, valamint a Porto Venere-i. A tengerpart védelme érdekében számos őrtornyot építettek, többek között a magasabban fekvő kolostorok területén. Véres pillanat volt Monterosso al Mare történelmében, amikor 1545-ben tíz korzikai hadihajó elfoglalta a falut, felégette annak házait, elrabolta a nőket és gyermekeket. A 18. század közepéig a lakosság rendszeresen megemlékezett erről a tragédiáról.
A vidék gazdasági központja ebben az időszakban Porto Venere volt, kikötőjén keresztül zajlott a tengeri kereskedelem java. Vernazza és Monterosso jelentős mezőgazdasággal rendelkezett. Ezen a két településen selyemszövő műhelyek is megjelentek, miután bevezették a selyemhernyó tenyésztését. Monterossóban elindult a citrom termesztése, ami aztán fokozatosan elterjedt a partmenti településeken. A legkevésbé fejlett települések – földrajzi adottságaik miatt – Corniglia és Manarola voltak. Ebben az időszakban alakult ki a ma is használható ösvényrendszer, amely keresztül-kasul szelte a vidéket, és amelyen keresztül szamárháton bonyolították a kereskedelem és a települések ellátásának kisebbik részét, mivel a jelentősebb árucsere továbbra is a tengeren keresztül zajlott.
A 17. században a Cinque Terre falvai elveszítették önállóságukat: Monterossót Levantóhoz csatolták, a többi települést pedig La Speziához. 1701-ben közigazgatásilag egyesítették Riomaggiorét, Manarolát, Cornigliát és Vernazzát, a központ az utóbbi lett. Ez a látszólagos önállóság azonban rendkívül korlátozott volt a Genovai Köztársaság keménykezű, központosított államvezetése miatt (például a gabona és só kereskedelmét csakis Genova jóváhagyásával lehetett biztosítani). Ugyanakkor a központi vezetés hatalmas adókat vetett ki a hús, a bor és a hal vásárlására.
A 16. századtól kezdve alakultak ki a hagyományos tonnarák azaz tonhal halászati területek. A 17. századtól kezdve a halászat lépett elő a legfontosabb gazdasági ágazattá. Azonban a halászat is a genovai nemesség ellenőrzése alatt volt, akik csak ritkán biztosítottak védelmet a partok mentén portyázó kalózok ellen.

### A 19. századtól napjainkig

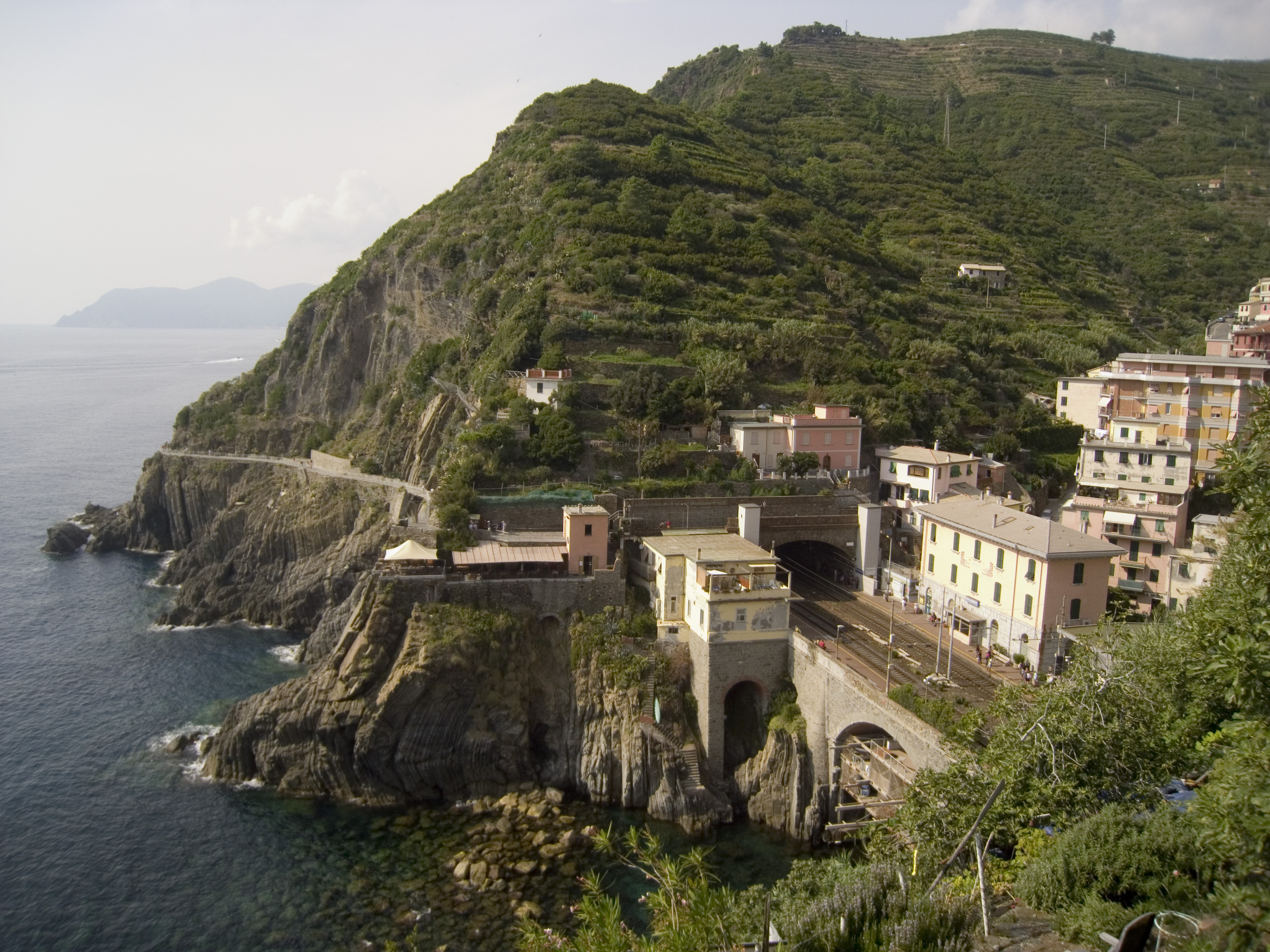
A riomaggiorei vasútállomás a Pisa-Genova vasúti fővonalon. A Cinque Terre területén a vasúti pálya nagyrészt alagútban halad

1797-ben a Genovai Köztársaság bukásával a Cinque Terre-t 1814-ig a franciák szállták meg. A napóleoni háborúk idején a vidék gazdasági életének fejlődése is megtorpant a lakosságra kivetett egyre nagyobb adók, illetve a folyamatos sorozások okozta népességfogyás miatt. Napóleon ideje alatt alakították át a Porto Venere-i várat börtönné. A francia császár felismerte a La Spezia-öböl stratégiai jelentőségét, és ide telepítette át a genovai flottát. A Cinque Terre abból a szempontból jutott nagy jelentőséghez, hogy az öböl nyugati oldalának védvonalát jelentette.
A háborúk ellenére a vidék borászati jelentősége nem csökkent, ez azonban nem volt elegendő, hogy a vidék lakosságának elviselhető életkörülményeket biztosítson. A napóleoni háborúk után Genova és La Spezia kikötői ismét bekapcsolódtak a kereskedelmi életbe, és ez, valamint a Via Aurelia 1822-es újra megnyitása lendített a kereskedelmi életen és hozzájárult a gyors iparosodáshoz. A Cinque Terre a háborúk után a Szárd-Piemonti Királyság része lett. Ebben az időszakban kövezték ki a főbb utakat. A vidéken Monterosso és Vernazza jelentős kereskedelmi flottával rendelkezett. A kereskedelem továbbra is a mezőgazdasági termékekre alapozott. 1861-ben a Cinque Terre is az Olasz Királyság része lett. 1874-ben épült meg a tengerparti vasútvonal, amely megszüntette a vidék elszigeteltségét és részben felszámolta a tengeri útvonalaktól való függőséget. Ugyancsak a vasút jelenléte okozta a lakosság migrációját La Spezia és Sestri Levante felé. Ez a kivándorlás a 20. század elején öltött nagy méreteket, ami a mezőgazdaságilag kevésbé produktív területek elnéptelenedéséhez vezetett. A két világháború és az 1918-as spanyolnátha-járvány szintén jelentősen hozzájárult a demográfiai hanyatláshoz. A második világháború után a filoxéra miatt a vidék szőlőinek többsége elpusztult. A század végén fellendülést hozott a vidéken a modern infrastruktúra kiépítése, valamint a vidék bekapcsolása a turisztikai életbe. Ezt elősegítette, hogy a Cinque Terrét az UNESCO felvette világörökségi listájára.
A bizottság indoklása szerint a kelet-liguri riviéra, Cinque Terre és Porto Venere között kiemelkedő értékű kulturális helyszín, rendkívül festői táj, amely az ember és természet harmonikus kölcsönhatásának révén jött létre és amely évezredek óta jól szemlélteti azt a hagyományos életformát, ami napjainkban is meghatározza az itt élő közösségek társadalmi és gazdasági életét.

## Gazdasági élete

### Borászat

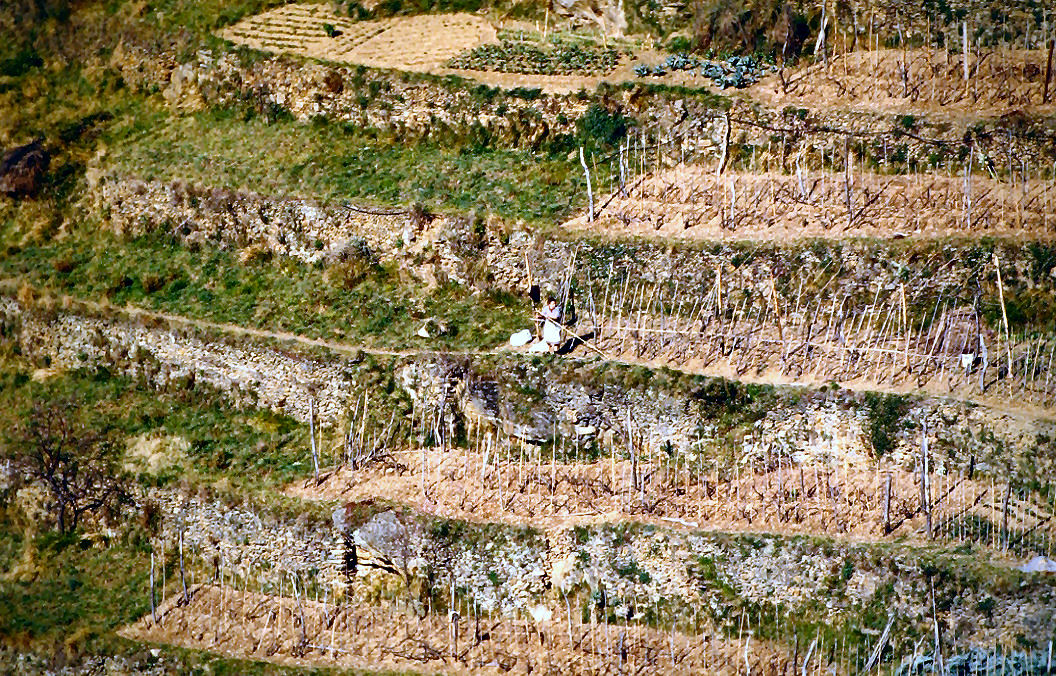
Jellegzetes teraszos szőlőművelés

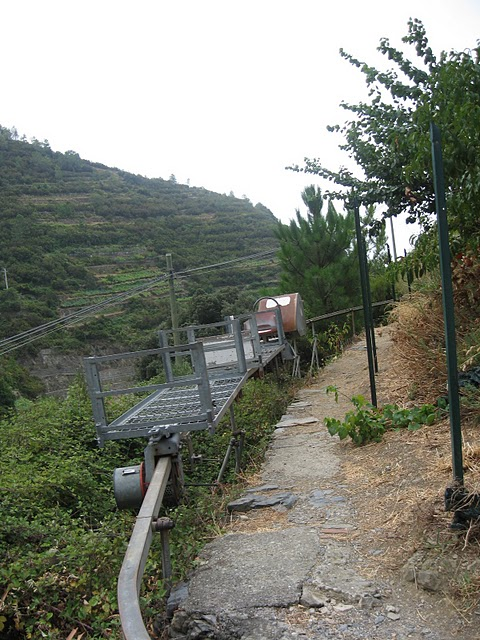
Egysínű vasút (trenino) a Cinque Terrén

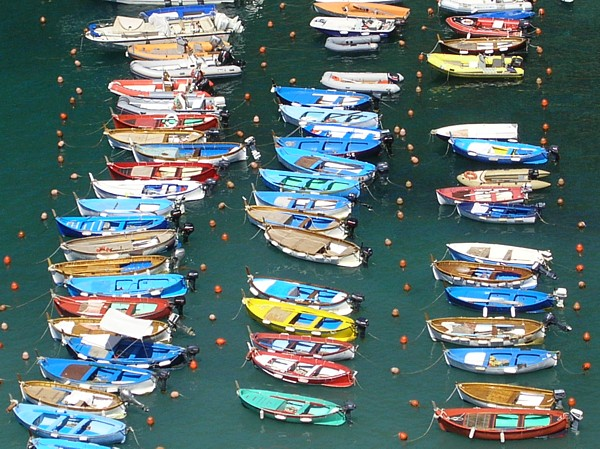
Halászcsónakok Vernazza kikötőjében

A Cinque Terre egyik hagyományos gazdasági ágazata a borászat. A szőlőt a teraszosított domboldalakon termesztik, 1–2 méter magas pergolákra futtatva. A szőlőtermesztés rendkívül munkaigényes, ugyanis a szőlő mellett a teraszokat tartó kőfalakat is állandóan karban kell tartani. Másrészt a nehéz terepviszonyok miatt a gépesítés is nehezen oldható meg. A szőlő szállítására a helyi lakosok különleges, egysínű vasúti pályákat (trenino) építettek ki a teraszok között. Villanymotorokkal hajtott kis kocsik szállítják ezeken le és fel a termést és a munkásokat. A szőlőtermés átlagosan 2000 kg 3000 m²-re vetítve. Az eredeti szőlőfajtákat az 1913-as és az 1925-ös filoxérajárvány teljesen kipusztította. Amerikából hozott erősebb szőlőfajtákkal ültették be ismét a teraszokat (Bosco, Albarola, Vermentino). 1973-ban minisztériumi határozattal elismerték a Cinque Terre és a Cinque Terre Sciacchetrà borfajták D.O.C. (denominazione di origine controllata) státuszát, ami azt jelenti, hogy a két borfajta ezen a néven csak itt termelhető. Mindkettő száraz fehérbor.

### Halászat
Az 1970-es évekig a halászat volt a Cinque Terre egyik fő bevételi forrása, elsősorban Monterosso és Vernazza lakosainak. A halászatot napjainkban a turizmus szorította ki, de néhány család továbbra is a hagyományos módszereket alkalmazva gyakorolja e mesterséget. A Cinque Terre Nemzeti Park megalapítása óta külön engedély kell a halászoknak. Évente 25 tonna kagylót és rákot, 3,5 tonna szardíniát, szardellát, makrélát, és ezen kívül még 20 tonna egyéb halfélét fognak ki. Az árut a helyi piacokon értékesítik, Monterossóban szardellafeldolgozó üzem működik, amelyben hagyományos módszerekkel, sóval végzik a tartósítást. A tengerpart mentén kagylótenyészeteket alakítottak ki. Az elsőt egy tarantói származású tudós, Emanuele Albano alapította 1887-ben. A legtöbb tenyészet Porto Venere és Palmaria szigete között található.

### Turizmus
A turizmus Porto Venerében a 20. század kezdetén kezdődött, és hamarosan Monterossóra is kiterjedt, majd az elmúlt évtizedek folyamán a többi faluban is intenzíven fejlődött. A különleges táj, a művészet, a természet gazdagság, a partok és a kellemes éghajlat mind hozzájárultak a kedvező és vonzó körülmények megteremtéséhez. A környék szállodái mintegy 2300 vendég befogadására alkalmasak. Mindezekhez még további 9500 nyaraló és 1700 kempinghely társul. A turisták többnyire április és szeptember között látogatják a vidéket. A látogatók 70%-a olasz, külföldről legtöbben az Egyesült Államokból és Európa országaiból érkeznek. A Cinque Terre iránti érdeklődés az 1980-as években kezdett el növekedni Rick Steves útikalauzának köszönhetően, amelyben több oldalon át foglalkozott a vidék szépségeivel. A vidék nemzeti parkká nyilvánítása szintén turistaáradatot hozott magával. A statisztikák szerint évente több mint 15 millió turista látogatja meg a vidéket, legtöbbjük csak egy-egy napot tölt el itt.

## Az antropikus táj
A Cinque Terre tájának meghatározó elemei, a teraszok többsége a 12. század végén, a szaracén támadások után épült. Egy közelmúltbeli tanulmány négy fajtájukat különítette el. A legegyszerűbb típusnak, amit cuighe-nek neveznek, füves támfalai vannak, és az agyagos talajú zónákban, valamint enyhe, sziklamentes lejtőkön található. A második típust mészfalak támasztják, és leginkább Monterosso és Vernazza völgyeinek alsó részein találhatók. Itt a falak magasabbak mint azok esetében, amelyeket száraz kövekből építettek, és a jobb termés érdekében, valamint a zord időjárás és a lehetséges kalóztámadások elleni védelem céljából voltak építve. A teraszok támfalainak a többsége egyszintben van a talaj szintjéval és csak kevés esetben magasabb annál. Az utóbbi Tramonti vidékére jellemző. A falak 1–1,5 méteres szélessége a magasságuktól függött, lejtésük 10% és 20% között változott. A teraszok közé hosszú és meredek lépcsősorokat építettek kövekből. A teraszok falainak pusztulását a karbantartás hiánya okozta, különösképpen a már a csuszamlások által károsított lejtőkön.

## Konyhaművészet
A Cinque Terre konyhaművészete nagyban hasonlít Liguria konyhájára, általános jellemzője, hogy kevés húst szolgálnak fel. Ennek az az oka, hogy a régióban kevés az állattartásra alkalmas terület. Ezt a hiányt a változatos halfogások pótolják. Jellegzetes helyi étel a trofie, ami egy tésztaféle, gesztenyéből és búzalisztből készítve. A fűszerek közül a legnépszerűbb a pesztó szósz, amely bazsalikomból, extra szűz olívaolajból, majoránnából, reszelt sajtból és fenyőmagból készül. Népszerű még a tagliatelle, amely szintén egy tésztaféleség, és amelyet körítésként használnak gombás, káposztás, babos és pesztós ételek mellé. A torta di verdura, azaz zöldségtorta tulajdonképpen egy felfújt süteményhez hasonlít: borágóval, majoránnával, petrezselyemmel, helyi fűszerekkel és egyéb zöldségekkel töltik meg. Ricotta sajttal, besamelmártással szolgálják fel. A torta di riso (avagy rizstorta) elsősorban Monterossóban örvend nagy népszerűségnek: ez egy rizsfelfújt száraz gombával töltve. További helyi ételek a frittate (omlett-féleség), a cotoletta di acciuga (kenyérmorzsával töltött szardella kisütve), a fritelle di bianchetti (apró sült halak) és a csicseriborsó-lisztből készült focaccia.

## A települések és a főbb látnivalók
Közigazgatásilag a Cinque Terre területén három község (olaszul comune) osztozik: Monterosso al Mare, Vernazza (része Corniglia) és Riomaggiore (része Manarola). Északról dél felé, az óramutató irányában haladva Levanto, Pignone, Beverino, Riccò del Golfo di Spezia és La Spezia községek határolják.
A településeket rengeteg ösvény köti össze. A gyalogos közlekedést szintkülönbségek nehezítik.

### A szerelem útja
Legnevezetesebb, a turisták által igen kedvelt útvonala a Manarola és Riomaggiore között húzódó, egy kilométeres Via dell’Amore.
Története:
A 20. század elején épült a Genova és La Spezia közötti vasútvonal korszerűsítésekor; ezen közelítetták meg munkahelyüket a Riomaggiore és Manarola közötti alagút építői. A tenger fölé magasodó kemény sziklafalba vájt ösvény a legenda szerint hamarosan a két város szerelmespárjainak találkozóhelye lett.
2012-ben egy földcsuszamlás elsodorta a sétány egy részét, négyen meg is sérültek. Eztán az útvonalat lezárták, és csak 2024-ben nyitották meg újra. A 22 millió eurós javítás során az ösvény feletti és alatti sziklákat acélhálóval erősítették meg, emellett közel 8800 növényt ültettek el. Telepítettek egy megfigyelőrendszert is, hogy figyelmeztessen újabb földcsuszamlások esélyére.
Látogatása:

### Riomaggiore

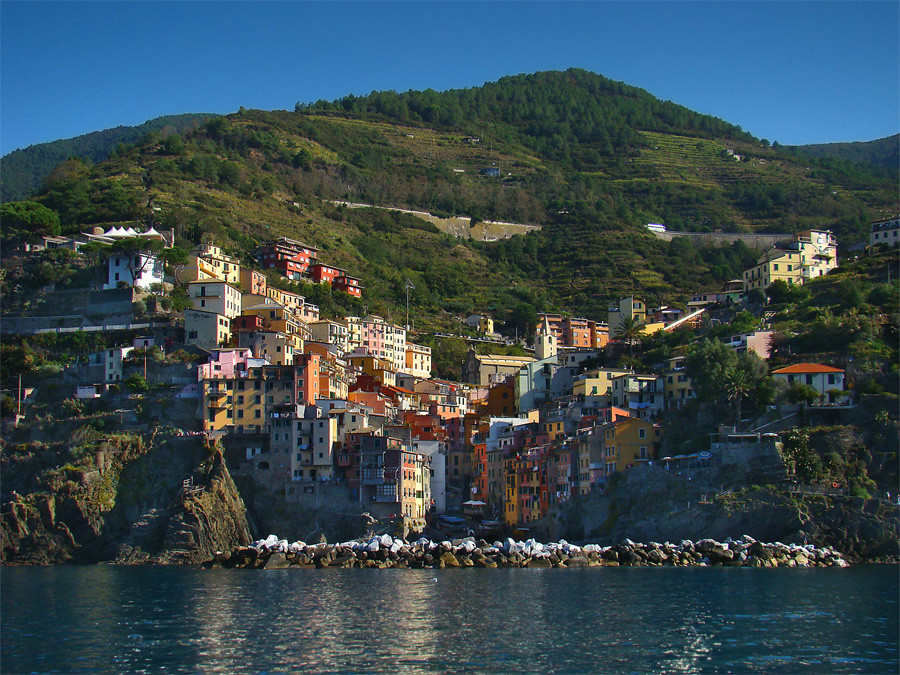
Riomaggiore látképe

A települést valószínűleg a 7. században alapították görög menekültek. A középkor során a Turcotti család birtoka lett, majd 1276-ban a Genovai Köztársaság hódította meg. A település a Maggiore folyó szurdokvölgyének torkolatában épült fel. A folyót mára betakarják az épületek. A házak a völggyel párhuzamos sorokban épültek meg, a közlekedést meredek utak és lépcsősorok biztosítják. A településnek két hagyományos része van: a tengerparti borgo dei pescatori (halászok városa) és a fentebb fekvő borgo dei contadini (parasztok városa). A település kikötője kicsi, rövidke partja kavicsos. A főbb látnivalók:
- a 14. században épült San Giovanni Battista-templom,
- a 13. században épült Sant’Antonio-templom,
- a 16. századi Santa Maria Assunta-templom,
- a 15. századi San Rocco és San Sebastiano templomok,
- a Turcotti család által építtetett vár (castello).

### Manarola

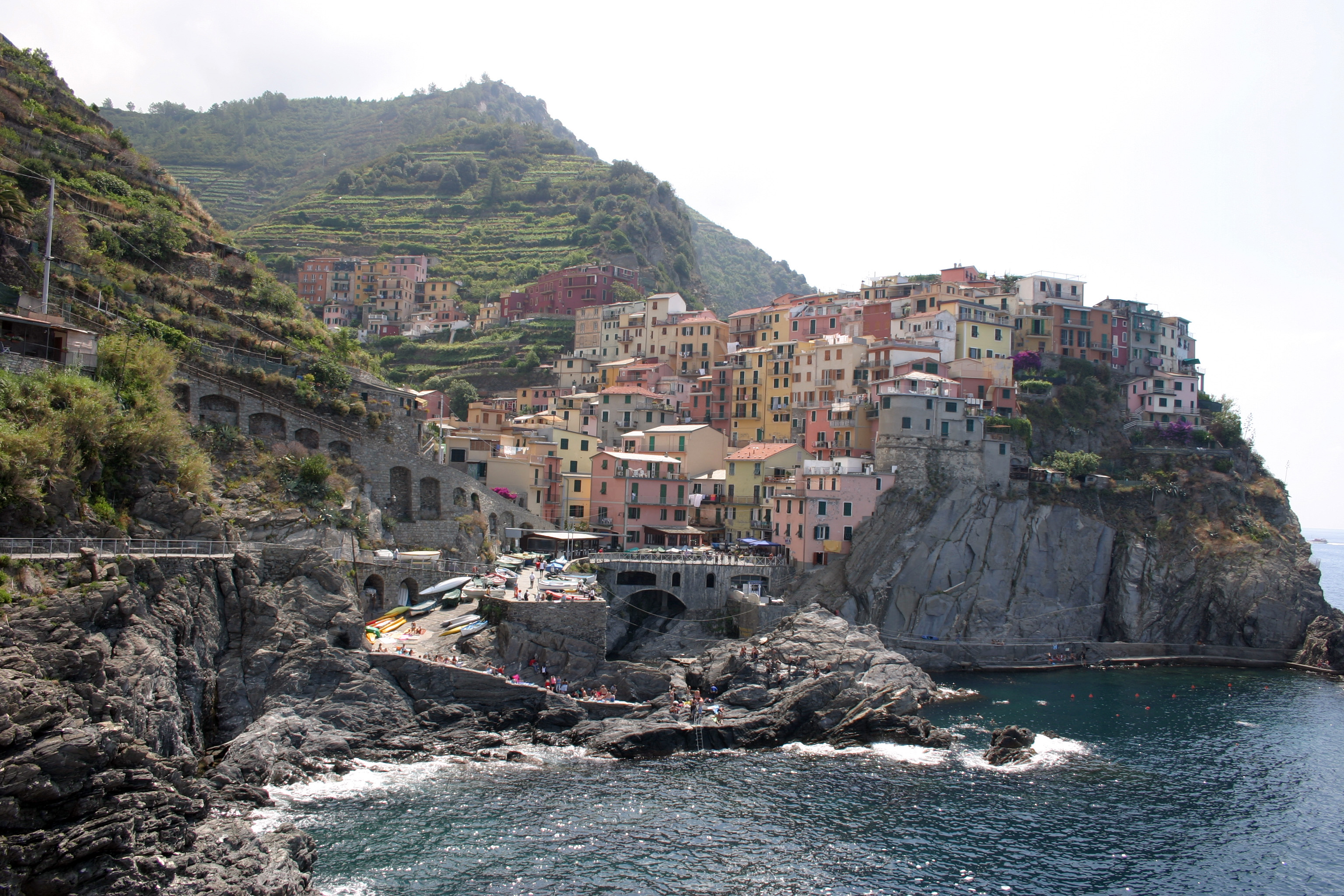
Manarola látképe

Manarola sokkal régebbi település, mint Riomaggiore, amelyhez jelenleg közigazgatásilag tartozik. A rómaiak alapították. Az ókorban Manium Arula néven volt ismert (jelentése Manes oltára). A mai településközpont a 12. században alakult ki, amikor a lakosság közelebb költözött a tengerparthoz. Carpeni és Fieschi hűbérurai birtokolták, majd 1276-tól a Genovai Köztársaság fennhatósága alá került. A település a mára már teljesen befedett Groppo patak völgyében épült ki, valamint a tengerbe nyúló meredek sziklán. A főbb látnivalók:
- a 14. században épült San Lorenzo-templom,
- a 13. században épült védművek romjai.

### Corniglia

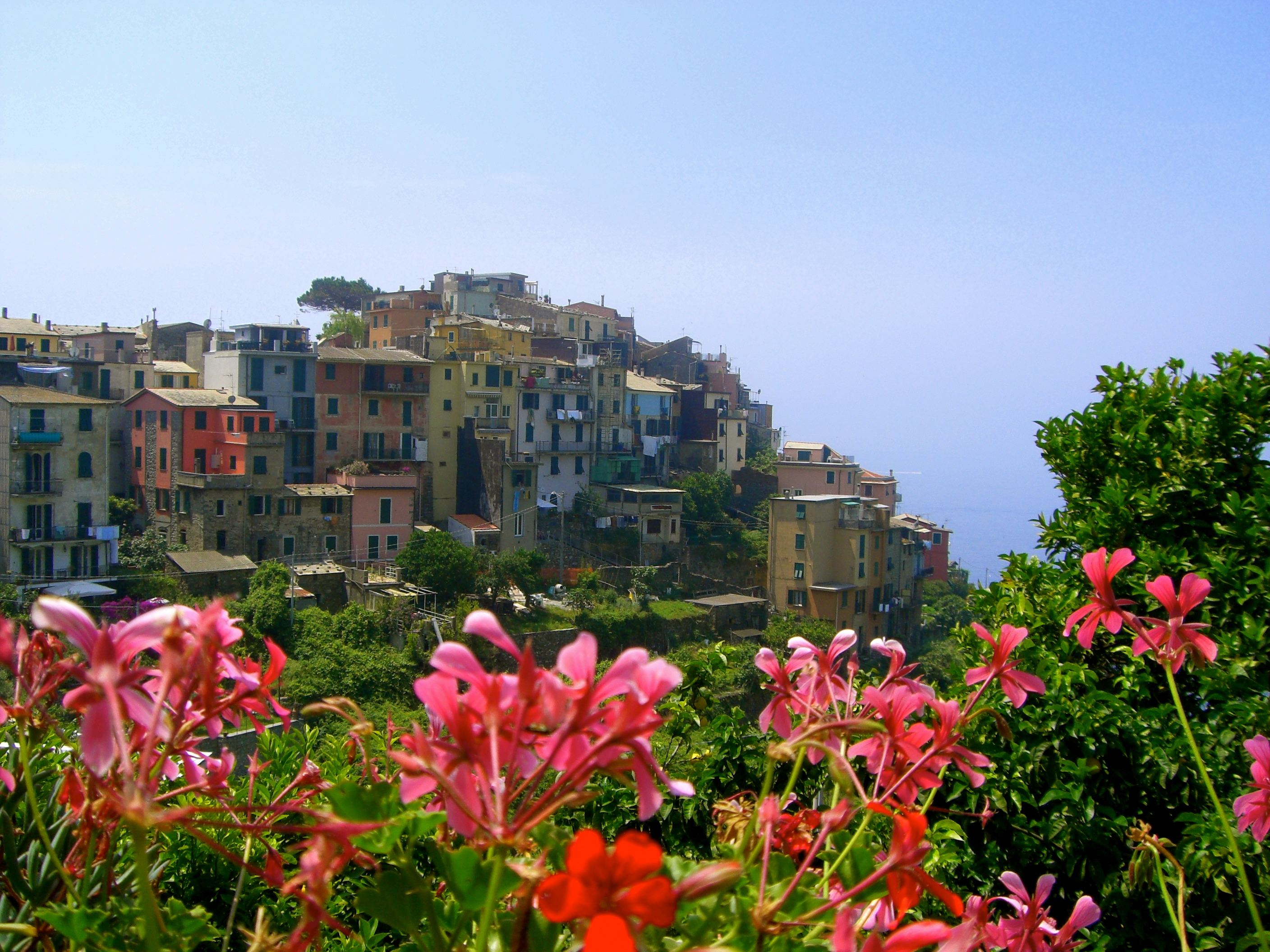
Corniglia látképe

Corniglia egy kis falu, közigazgatásilag Vernazza része. Neve valószínűleg a római gens Corneliából származik. Az egyetlen település az öt közül, amelyik nem a tengerpartra épült, hanem egy partmenti szikla tetejére. Ugyanakkor a legkisebb az öt település közül. Lavagna grófjainak birtoka volt, majd 1276-ban a Genovai Köztársaság szerezte meg. A főbb látnivalók:
- a 14. században, gótikus stílusban épült San Pietro-templom,
- az 1556-ban, a genovaiak által épített szögletes őrtorony, valamint az e körül felépített kis vár romjai.

### Vernazza

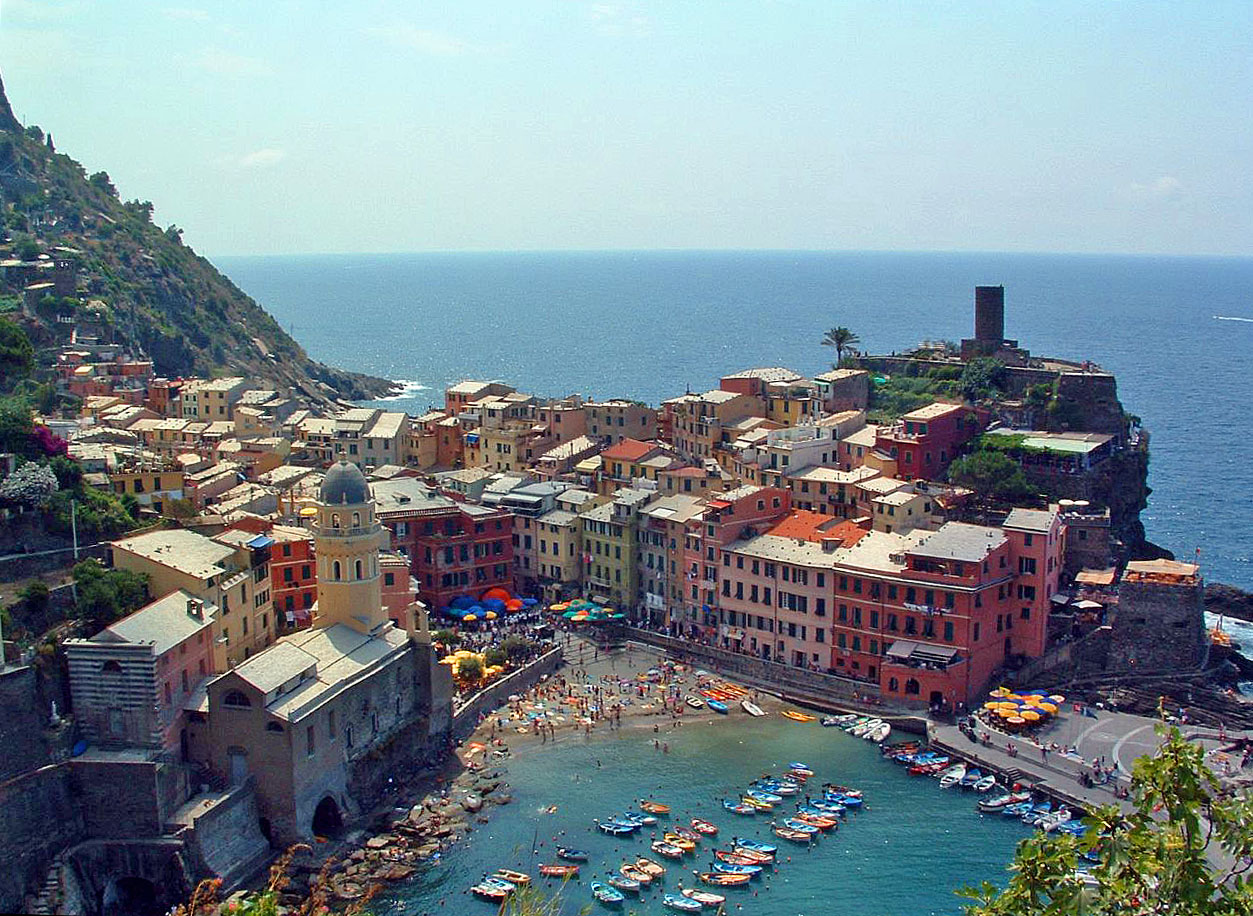
Vernazza látképe

A település eredete valószínűleg a rómaiak idejére nyúlik vissza. A 10. század elejére épült ki a mai fekvéséhez képest távolabb, a szárazföld belsejében. Fontos kikötő volt, a Passano, Ponzò és Fieschi családok birtoka, majd 1276-tól a Genovai Köztársaság része. Ezt követően helyeződött át a település központja a tengerpartra. A házsorok erődként védték a stratégiailag fontos kikötőt. A főbb látnivalók:
- a 14. században, gótikus stílusban megépült Santa Margherita d’Antiochia-templom,
- a 18. században alapított minorita kolostor,
- a 11. századi Belforte erőd és őrtorony, amely a kikötő biztonságát hivatott szolgálni.

### Monterosso al Mare

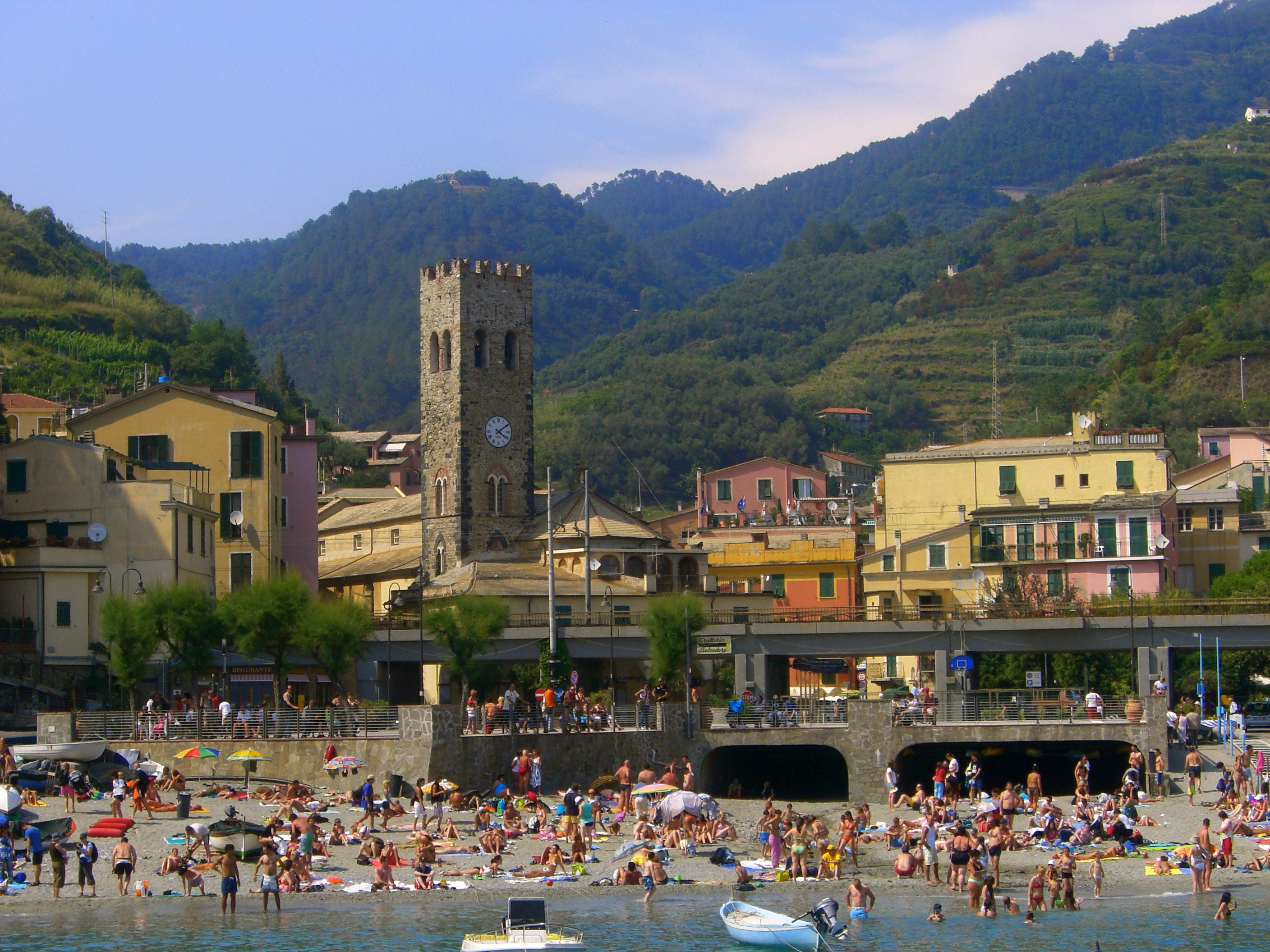
Monterosso al Mare látképe

Valószínűleg a rómaiak alapították, de csak a 7. században épült ki. Tulajdonképpen két faluból áll. Mindkettő külön-külön völgyben épült ki, a közöttük magasodó meredek sziklafalon egy alagút biztosítja a kapcsolatot. Először a keleti, a Buranco folyó völgyében fekvő település jött létre, majd Fegina, a nyugati település. A legnagyobb a Cinque Terre települései közül és Monterossónak van a leghosszabb, strandolásra is alkalmas tengerpartja. A főbb látnivalók:
- a 13. században, gótikus stílusban felépült San Giovanni Battista-templom,
- a barokk Mortis et Orationis nevű kápolna,
- a 17. században épült kapucinus kolostor,
- az egykori erőd romjai, valamint a 16. században épült Torre Aurora őrtorony,
- Arrigo Minerbi alkotása, a 14 méter magas Neptun-szobor.

## Közlekedése

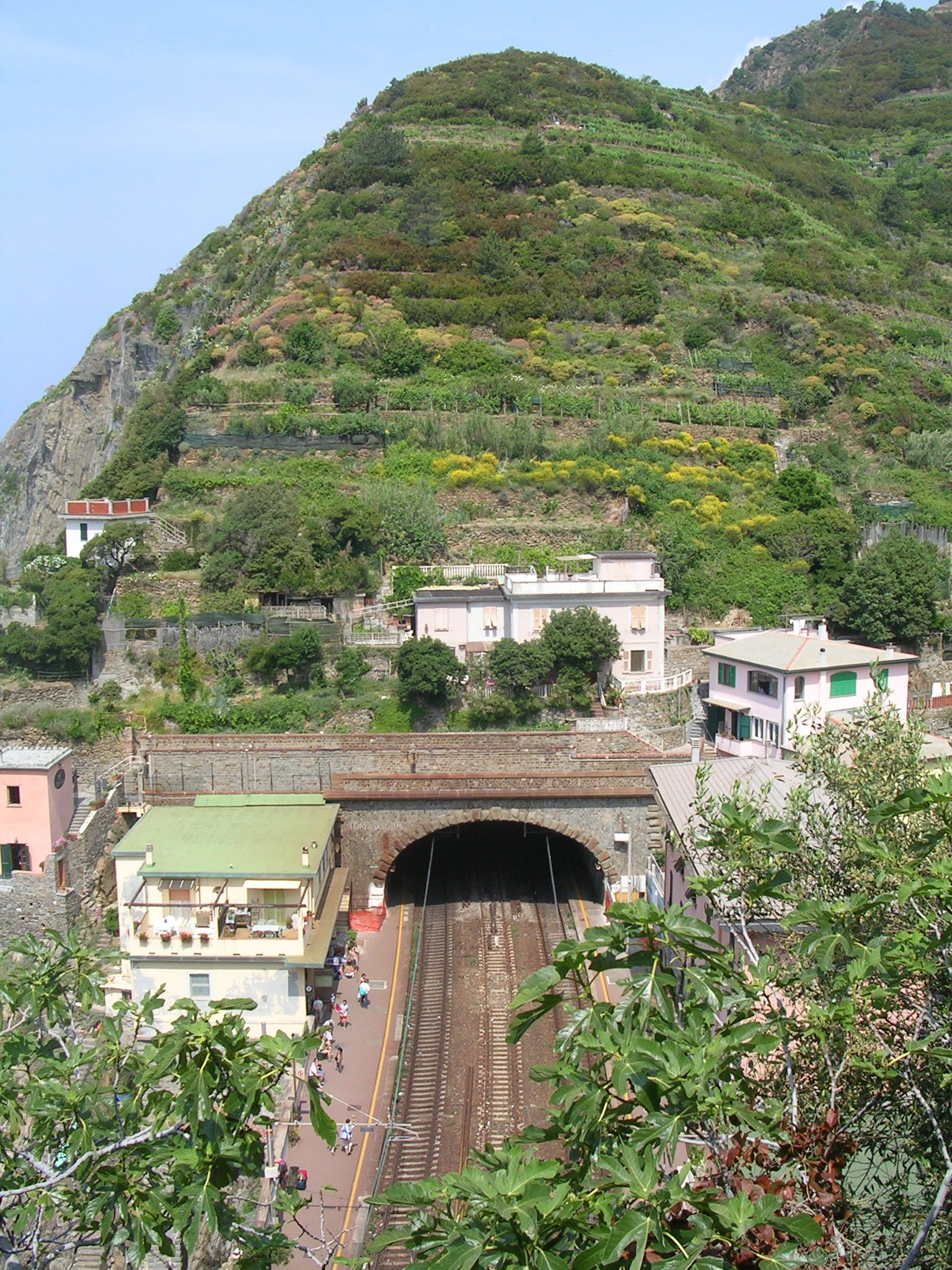
A riomaggiorei vasútállomás

A települések közúton az SP 370-es Litoranea delle Cinque Terre megyei úton közelíthetők meg. Az út a tengerparttól távol, a dombok tetején kanyarog, az egyes települések leágazásokon át közelíthetők meg. Külön parkolókat üzemeltetnek a látogatók számára, a településekre csak a lakosok hajthatnak be. A főút Genova és La Spezia felől az A12-es, Parma felől az A15-ös autópályán át közelíthető meg. A települések között autóbuszvonalak biztosítják a közösségi közlekedést. Ha gépkocsival érkezik az ember, ajánlott leparkolni a kocsit a levantoi pályaudvarnál és onnan napijeggyel (lásd lent) vonattal továbbutazni (a parkolás 24 órára 10,80 euróba kerül, 2013).
A Cinque Terre települései könnyen megközelíthetők vasúton, ugyanis a Pisa–Genova-vasútvonal a tengerparton halad, nagyrészt alagútban. A településeket regionális járatok szolgálják ki, nagysebességű csatlakozás La Speziában lehetséges. Néhány InterCity vonat Monterossóban is megáll. Elkerülve az állomások pénztárainál a tömeget – Levanto–La Spezia közötti zónában – az idegenforgalmi irodákban is kapható napijegy, amely korlátlan számú átszállásra és utazásra jogosít és a buszjáratokon is érvényes (ára 19,90 euro/fő 2024 októberében).
A települések között kiváló vízi összeköttetés létezik. A vízibuszok gyakran közlekednek, és összekötik Monterossót, Vernazzát, Manarolát és Riomaggiorét Porto Venerével, de indulnak járatok Levanto és La Spezia felé is. Egyedül Corniglia nem közelíthető meg a tengeren, kikötő hiánya miatt.
Akadálymentesség szempontjából a térség jól átgondolt, a falvak és hegyi utak lejtősek, bárki számára jól használhatóak. A vasútállomások aluljáróiban, a vonatok peronjain, Manarola kikötőjében, kisebb hegyi szakaszokon viszont számolni kell lépcsőkkel.

## A Cinque Terre a művészetekben
A Cinque Terre tájának szépsége számos írót, költőt megihletett. A legjelentősebb Eugenio Montale Nobel-díjas költő, akinek tiszteletére Monterossóban „irodalmi parkot” alakítottak ki, ugyanis a költő egy nyári rezidenciát tartott fenn a településen, amelyről több költeményében is megemlékezett. A Cinque Terre felbukkan továbbá Giovanni Boccaccio Dekameronjában, Francesco Petrarca Africájában, Francesco Sachetti Trecento-novelle gyűjteményében, Gabriele D’Annunzio verseiben és Gianni Brera Il corpo della ragassa című regényében.
Köszönhetően a táj szépségének, a Cinque Terre kis települései számos film háttereként szolgáltak:
- Carmela (1942)
- Mr. Szeptember (Come September, 1961)
- Sonne halt! (1962)
- 500! (2001)

Számos festő is élt és alkotott a vidéken: Telemaco Signorini, Antonio Discovolo, Ercole Salvatore Aprigliano, Giuseppe Caselli, Renato Birolli, Pietro Rosa, Lino Marzulli, Silvio Benedetto, Francesco Vaccarone.

## A világ 10 legszebb partjának egyike
A National Geographic Traveller útimagazin 345 szakértője 2011-ben összeállította a világ legszebb partvidékeinek tízes listáját. A szerkesztőség a Cinque Terre-t az értékelt 99 partszakasz közül a 6. legszebbnek értékelte, mert itt sikerült megőrizni a „100 évvel ezelőtti Itáliát” és annak különleges életmódját.